# Taylor Swift/Diskografie
Diese Diskografie ist eine Übersicht über die musikalischen Werke der US-amerikanischen Country- und Popsängerin Taylor Swift. Den Quellenangaben und Schallplattenauszeichnungen zufolge hat sie bisher mehr als 402,2 Millionen Tonträger verkauft, womit sie zu den erfolgreichsten Sängerinnen aller Zeiten gehört. In Deutschland konnte die Sängerin über 8,2 Millionen Tonträger vertreiben, womit sie zu den Interpretinnen mit den meisten Tonträgerverkäufen zählt. Ihre erfolgreichste Veröffentlichung ist die Single Shake It Off mit über 18,1 Millionen Verkäufen.

## Alben

### Studioalben
| Jahr | Titel Musiklabel                                     | Höchstplatzierung, Gesamtwochen, AuszeichnungChartplatzierungen (Jahr, Titel, Musiklabel, Platzierungen, Wochen, Auszeichnungen, Anmerkungen) | Höchstplatzierung, Gesamtwochen, AuszeichnungChartplatzierungen (Jahr, Titel, Musiklabel, Platzierungen, Wochen, Auszeichnungen, Anmerkungen) | Höchstplatzierung, Gesamtwochen, AuszeichnungChartplatzierungen (Jahr, Titel, Musiklabel, Platzierungen, Wochen, Auszeichnungen, Anmerkungen) | Höchstplatzierung, Gesamtwochen, AuszeichnungChartplatzierungen (Jahr, Titel, Musiklabel, Platzierungen, Wochen, Auszeichnungen, Anmerkungen) | Höchstplatzierung, Gesamtwochen, AuszeichnungChartplatzierungen (Jahr, Titel, Musiklabel, Platzierungen, Wochen, Auszeichnungen, Anmerkungen) | Höchstplatzierung, Gesamtwochen, AuszeichnungChartplatzierungen (Jahr, Titel, Musiklabel, Platzierungen, Wochen, Auszeichnungen, Anmerkungen) | Anmerkungen                                                   | [↑]: gemeinsam behandelt mit vorhergehendem Eintrag; [←]: in beiden Charts platziert |
| Jahr | Titel Musiklabel                                     | DE | AT | CH | UK | US | Country | Anmerkungen                                                   |                                                                                      |
| ---- | ---------------------------------------------------- | --- | --- | --- | --- | --- | --- | ------------------------------------------------------------- | ------------------------------------------------------------------------------------ |
| 2006 | Taylor Swift Big Machine Records (UMG)               | — | AT49 a (2 Wo.)AT | — | UK81 Gold · (3 Wo.)UK | US5 ×7Siebenfachplatin · (285 Wo.)US | Country1 (239 Wo.)Country | Erstveröffentlichung: 24. Oktober 2006 Verkäufe: + 7.750.000  |                                                                                      |
| 2008 | Fearless Big Machine Records (UMG)                   | DE2 b Gold · (26 Wo.)DE | AT2 b Gold · (20 Wo.)AT | CH3 b Gold · (16 Wo.)CH | UK5 ×2Doppelplatin · (64 Wo.)UK | US1 Diamant · (261 Wo.)US | Country1 (346 Wo.)Country | Erstveröffentlichung: 8. November 2008 Verkäufe: + 12.303.500 |                                                                                      |
| 2008 | Fearless (Taylor’s Version) Republic Records (UMG)   | DE45 (4 Wo.)DE | AT15 (5 Wo.)AT[CH: ↑] | CH3 b Gold · (16 Wo.)CH | UK1 Gold · (39 Wo.)UK | US1 (175 Wo.)US | Country1 (213 Wo.)Country | Neueinspielung: 9. April 2021 Verkäufe: + 1.474.000           |                                                                                      |
| 2010 | Speak Now Big Machine Records (UMG)                  | DE2 c Gold · (20 Wo.)DE | AT1 c Gold · (19 Wo.)AT | CH1 c Gold · (31 Wo.)CH | UK6 Platin · (25 Wo.)UK | US1 ×6Sechsfachplatin · (194 Wo.)US | Country1 (272 Wo.)Country | Erstveröffentlichung: 25. Oktober 2010 Verkäufe: + 7.189.000  |                                                                                      |
| 2010 | Speak Now (Taylor’s Version) Republic Records (UMG)  | DE35 (25 Wo.)DE | AT17 (24 Wo.)AT[CH: ↑] | CH1 c Gold · (31 Wo.)CH | UK1 Platin · (54 Wo.)UK | US1 (86 Wo.)US | Country1 (103 Wo.)Country | Neueinspielung: 7. Juli 2023 Verkäufe: + 1.247.000            |                                                                                      |
| 2012 | Red Big Machine Records (UMG)                        | DE5 Platin · (70 Wo.)DE | AT3 Platin · (52 Wo.)AT | CH7 d Platin · (37 Wo.)CH | UK1 ×3Dreifachplatin · (85 Wo.)UK | US1 ×7Siebenfachplatin · (185 Wo.)US | Country1 (328 Wo.)Country | Erstveröffentlichung: 22. Oktober 2012 Verkäufe: + 9.540.000  |                                                                                      |
| 2012 | Red (Taylor’s Version) Republic Records (UMG)        | DE22 (28 Wo.)DE | AT11 Gold · (23 Wo.)AT[CH: ↑] | CH7 d Platin · (37 Wo.)CH | UK1 Platin · (142 Wo.)UK | US1 (… Wo.)US | Country1 (… Wo.)Country | Neueinspielung: 12. November 2021 Verkäufe: + 2.481.000       |                                                                                      |
| 2014 | 1989 Big Machine Records (UMG)                       | DE4 Platin · (… Wo.)DE | AT4 ×3Dreifachplatin · (139 Wo.)AT | CH1 e Platin · (166 Wo.)CH | UK1 ×6Sechsfachplatin · (376 Wo.)UK | US1 ×9Neunfachplatin · (… Wo.)US | — | Erstveröffentlichung: 27. Oktober 2014 Verkäufe: + 13.895.000 |                                                                                      |
| 2014 | 1989 (Taylor’s Version) Republic Records (UMG)       | DE1 Gold · (77 Wo.)DE | AT1 Gold · (73 Wo.)AT[CH: ↑] | CH1 e Platin · (166 Wo.)CH | UK1 ×2Doppelplatin · (85 Wo.)UK | US1 (… Wo.)US | — | Neueinspielung: 27. Oktober 2023 Verkäufe: + 3.409.500        |                                                                                      |
| 2017 | Reputation Big Machine Records (UMG)                 | DE2 Platin · (… Wo.)DE | AT1 Platin · (… Wo.)AT | CH1 Gold · (… Wo.)CH | UK1 ×3Dreifachplatin · (… Wo.)UK | US1 ×3Dreifachplatin · (… Wo.)US | — | Erstveröffentlichung: 10. November 2017 Verkäufe: + 5.326.500 |                                                                                      |
| 2019 | Lover Republic Records (UMG)                         | DE2 Platin · (… Wo.)DE | AT2 Platin · (… Wo.)AT | CH2 Gold · (… Wo.)CH | UK1 ×3Dreifachplatin · (… Wo.)UK | US1 ×3Dreifachplatin · (… Wo.)US | — | Erstveröffentlichung: 23. August 2019 Verkäufe: + 5.499.000   |                                                                                      |
| 2020 | Folklore Republic Records (UMG)                      | DE5 Gold · (… Wo.)DE | AT2 Platin · (118 Wo.)AT | CH1 Gold · (74 Wo.)CH | UK1 ×3Dreifachplatin · (… Wo.)UK | US1 ×2Doppelplatin · (… Wo.)US | — | Erstveröffentlichung: 24. Juli 2020 Verkäufe: + 4.128.500     |                                                                                      |
| 2020 | Evermore Republic Records (UMG)                      | DE5 Gold · (75 Wo.)DE | AT2 Gold · (57 Wo.)AT | CH4 (16 Wo.)CH | UK1 Platin · (193 Wo.)UK | US1 Platin · (224 Wo.)US | — | Erstveröffentlichung: 11. Dezember 2020 Verkäufe: + 2.123.000 |                                                                                      |
| 2022 | Midnights Republic Records (UMG)                     | DE1 Platin · (… Wo.)DE | AT1 Platin · (117 Wo.)AT | CH1 Gold · (101 Wo.)CH | UK1 ×2Doppelplatin · (139 Wo.)UK | US1 ×3Dreifachplatin · (… Wo.)US | — | Erstveröffentlichung: 21. Oktober 2022 Verkäufe: + 4.390.000  |                                                                                      |
| 2024 | The Tortured Poets Department Republic Records (UMG) | DE1 ×3Dreifachgold · (… Wo.)DE | AT1 Gold · (… Wo.)AT | CH1 Platin · (44 Wo.)CH | UK1 ×3Dreifachplatin · (… Wo.)UK | US1 ×6Sechsfachplatin · (… Wo.)US | — | Erstveröffentlichung: 19. April 2024 Verkäufe: + 8.349.500    |                                                                                      |

### Livealben
| Jahr | Titel Musiklabel                                               | Höchstplatzierung, Gesamtwochen, AuszeichnungChartplatzierungen (Jahr, Titel, Musiklabel, Platzierungen, Wochen, Auszeichnungen, Anmerkungen) | Höchstplatzierung, Gesamtwochen, AuszeichnungChartplatzierungen (Jahr, Titel, Musiklabel, Platzierungen, Wochen, Auszeichnungen, Anmerkungen) | Höchstplatzierung, Gesamtwochen, AuszeichnungChartplatzierungen (Jahr, Titel, Musiklabel, Platzierungen, Wochen, Auszeichnungen, Anmerkungen) | Höchstplatzierung, Gesamtwochen, AuszeichnungChartplatzierungen (Jahr, Titel, Musiklabel, Platzierungen, Wochen, Auszeichnungen, Anmerkungen) | Höchstplatzierung, Gesamtwochen, AuszeichnungChartplatzierungen (Jahr, Titel, Musiklabel, Platzierungen, Wochen, Auszeichnungen, Anmerkungen) | Höchstplatzierung, Gesamtwochen, AuszeichnungChartplatzierungen (Jahr, Titel, Musiklabel, Platzierungen, Wochen, Auszeichnungen, Anmerkungen) | Anmerkungen                                                                                      |
| Jahr | Titel Musiklabel                                               | DE | AT | CH | UK | US | Country | Anmerkungen                                                                                      |
| ---- | -------------------------------------------------------------- | --- | --- | --- | --- | --- | --- | ------------------------------------------------------------------------------------------------ |
| 2011 | Speak Now World Tour – Live Big Machine Records (UMG)          | DE*DE | — | — | — | US11 (11 Wo.)US | Country2 (56 Wo.)Country | Erstveröffentlichung: 21. November 2011 Verkäufe: + 340.741; * siehe Studioalbum                 |
| 2023 | Lover – Live from Paris Republic Records (UMG)                 | DE*DE | AT*AT | CH*CH | UK1 (2 Wo.)UK | US2 (2 Wo.)US | — | Erstveröffentlichung: 13. Februar 2023 * siehe Studioalbum                                       |
| 2023 | Folklore: The Long Pond Studio Sessions Republic Records (UMG) | DE*DE | AT*AT | CH*CH | UK4 (1 Wo.)UK | US3 (1 Wo.)US | — | Erstveröffentlichung: 22. April 2023 * siehe Studioalbum auch Teil von Folklore (Deluxe Edition) |

### EPs
| Jahr | Titel Musiklabel                                              | Höchstplatzierung, Gesamtwochen, AuszeichnungChartplatzierungen (Jahr, Titel, Musiklabel, Platzierungen, Wochen, Auszeichnungen, Anmerkungen) | Höchstplatzierung, Gesamtwochen, AuszeichnungChartplatzierungen (Jahr, Titel, Musiklabel, Platzierungen, Wochen, Auszeichnungen, Anmerkungen) | Höchstplatzierung, Gesamtwochen, AuszeichnungChartplatzierungen (Jahr, Titel, Musiklabel, Platzierungen, Wochen, Auszeichnungen, Anmerkungen) | Höchstplatzierung, Gesamtwochen, AuszeichnungChartplatzierungen (Jahr, Titel, Musiklabel, Platzierungen, Wochen, Auszeichnungen, Anmerkungen) | Höchstplatzierung, Gesamtwochen, AuszeichnungChartplatzierungen (Jahr, Titel, Musiklabel, Platzierungen, Wochen, Auszeichnungen, Anmerkungen) | Höchstplatzierung, Gesamtwochen, AuszeichnungChartplatzierungen (Jahr, Titel, Musiklabel, Platzierungen, Wochen, Auszeichnungen, Anmerkungen) | Anmerkungen                                                  |
| Jahr | Titel Musiklabel                                              | DE | AT | CH | UK | US | Country | Anmerkungen                                                  |
| ---- | ------------------------------------------------------------- | --- | --- | --- | --- | --- | --- | ------------------------------------------------------------ |
| 2007 | The Taylor Swift Holiday Collection Big Machine Records (UMG) | — | — | — | — | US20 Platin · (43 Wo.)US | Country14 (7 Wo.)Country | Erstveröffentlichung: 14. Oktober 2007 Verkäufe: + 1.135.000 |
| 2008 | Beautiful Eyes Big Machine Records (UMG)                      | — | — | — | — | US9 (21 Wo.)US | Country1 (29 Wo.)Country | Erstveröffentlichung: 15. Juli 2008 Verkäufe: + 369.000      |

## Singles

### Als Leadmusikerin
| Jahr | Titel Album                                                                                            | Höchstplatzierung, Gesamtwochen, AuszeichnungChartplatzierungen (Jahr, Titel, Album, Platzierungen, Wochen, Auszeichnungen, Anmerkungen) | Höchstplatzierung, Gesamtwochen, AuszeichnungChartplatzierungen (Jahr, Titel, Album, Platzierungen, Wochen, Auszeichnungen, Anmerkungen) | Höchstplatzierung, Gesamtwochen, AuszeichnungChartplatzierungen (Jahr, Titel, Album, Platzierungen, Wochen, Auszeichnungen, Anmerkungen) | Höchstplatzierung, Gesamtwochen, AuszeichnungChartplatzierungen (Jahr, Titel, Album, Platzierungen, Wochen, Auszeichnungen, Anmerkungen) | Höchstplatzierung, Gesamtwochen, AuszeichnungChartplatzierungen (Jahr, Titel, Album, Platzierungen, Wochen, Auszeichnungen, Anmerkungen) | Höchstplatzierung, Gesamtwochen, AuszeichnungChartplatzierungen (Jahr, Titel, Album, Platzierungen, Wochen, Auszeichnungen, Anmerkungen) | Anmerkungen                                                                              | [↑]: gemeinsam behandelt mit vorhergehendem Eintrag; [←]: in beiden Charts platziert |
| Jahr | Titel Album                                                                                            | DE | AT | CH | UK | US | Country | Anmerkungen                                                                              |                                                                                      |
| --- | --- | --- | --- | --- | --- | --- | --- | ---------------------------------------------------------------------------------------- | ------------------------------------------------------------------------------------ |
| 2006 | Tim McGraw Taylor Swift                                                                                | — | — | — | — | US40 ×2Doppelplatin · (20 Wo.)US | Country6 (32 Wo.)Country | Erstveröffentlichung: 16. Juni 2006 Verkäufe: + 2.035.000                                |                                                                                      |
| 2007 | Teardrops on My Guitar Taylor Swift                                                                    | — | — | — | UK51 Silber · (10 Wo.)UK | US13 ×3Dreifachplatin · (48 Wo.)US | Country2 (27 Wo.)Country | Erstveröffentlichung: 19. Februar 2007 Verkäufe: + 3.365.000                             |                                                                                      |
| 2007 | Our Song Taylor Swift                                                                                  | — | — | — | UK— GoldUK | US16 ×4Vierfachplatin + Gold (Mastertone) · (36 Wo.)US                                                                                   | Country1 (24 Wo.)Country | Erstveröffentlichung: 9. September 2007 Verkäufe: + 5.150.000                            |                                                                                      |
| 2008 | Picture to Burn Taylor Swift                                                                           | — | — | — | UK— SilberUK | US28 ×2Doppelplatin · (20 Wo.)US | Country3 (20 Wo.)Country | Erstveröffentlichung: 29. Januar 2008 Verkäufe: + 2.325.000                              |                                                                                      |
| 2008 | Should’ve Said No Taylor Swift                                                                         | — | — | — | — | US33 Platin · (20 Wo.)US | Country1 (21 Wo.)Country | Erstveröffentlichung: 18. Mai 2008 Verkäufe: + 1.550.000                                 |                                                                                      |
| 2008 | Change Fearless • AT&T Team USA (O.S.T.)                                                               | — | — | — | — | US10 Gold · (3 Wo.)US | Country57 (2 Wo.)Country | Erstveröffentlichung: 8. August 2008 Verkäufe: + 500.000                                 |                                                                                      |
| 2008 | Love Story Fearless                                                                                    | DE22 Platin · (11 Wo.)DE | AT30 Platin · (9 Wo.)AT | CH50 (18 Wo.)CH | UK2 ×4Vierfachplatin · (44 Wo.)UK | US4 ×8Achtfachplatin + Platin (Mastertone) · (49 Wo.)US                                                                                  | Country1 (12 Wo.)Country | Erstveröffentlichung: 12. September 2008 Verkäufe: + 13.451.684                          |                                                                                      |
| 2008 | Love Story (Taylor’s Version) Fearless (Taylor’s Version)[DE: ↑][AT: ↑][CH: ↑]                         | DE22 Platin · (11 Wo.)DE | AT30 Platin · (9 Wo.)AT | CH50 (18 Wo.)CH | UK12 Platin · (3 Wo.)UK | US11 (2 Wo.)US | Country1 (15 Wo.)Country | Neueinspielung: 12. Februar 2021 Verkäufe: + 975.000                                     |                                                                                      |
| 2008 | White Horse Fearless                                                                                   | — | — | — | UK60 (2 Wo.)UK | US13 ×2Doppelplatin · (22 Wo.)US | Country2 (20 Wo.)Country | Erstveröffentlichung: 7. Dezember 2008 Verkäufe: + 2.110.000                             |                                                                                      |
| 2008 | White Horse (Taylor’s Version) Fearless (Taylor’s Version)[DE: ↑][AT: ↑][CH: ↑]                        | — | — | — | — | — | Country29 (1 Wo.)Country | Neueinspielung: 9. April 2021                                                            |                                                                                      |
| 2009 | You Belong with Me Fearless                                                                            | DE— fDE | — | CH58 (7 Wo.)CH | UK30 Platin · (16 Wo.)UK | US2 ×7Siebenfachplatin · (50 Wo.)US | Country1 (19 Wo.)Country | Erstveröffentlichung: 18. April 2009 Verkäufe: + 9.060.000                               |                                                                                      |
| 2009 | You Belong with Me (Taylor’s Version) Fearless (Taylor’s Version)[DE: ↑][AT: ↑][CH: ↑]                 | DE— fDE | — | CH58 (7 Wo.)CH | UK52 Platin · (1 Wo.)UK | US75 (1 Wo.)US | Country16 (2 Wo.)Country | Charteinstieg: 24. April 2021 Verkäufe: + 835.000                                        |                                                                                      |
| 2009 | Fifteen Fearless                                                                                       | — | — | — | — | US23 ×2Doppelplatin · (21 Wo.)US | Country7 (15 Wo.)Country | Erstveröffentlichung: 30. August 2009 Verkäufe: + 2.125.000                              |                                                                                      |
| 2009 | Fifteen (Taylor’s Version) Fearless (Taylor’s Version)[DE: ↑][AT: ↑][CH: ↑]                            | — | — | — | — | US88 (1 Wo.)US | Country20 (1 Wo.)Country | Neueinspielung: 9. April 2021                                                            |                                                                                      |
| 2010 | Fearless                                                                                               | — | — | — | — | US9 Platin · (15 Wo.)US | Country10 (19 Wo.)Country | Erstveröffentlichung: 3. Januar 2010 Verkäufe: + 1.070.000                               |                                                                                      |
| 2010 | Fearless (Taylor’s Version) [DE: ↑][AT: ↑][CH: ↑]                                                      | — | — | — | UK— SilberUK | US71 (1 Wo.)US | Country14 (2 Wo.)Country | Neueinspielung: 9. April 2021 Verkäufe: + 285.000                                        |                                                                                      |
| 2010 | Today Was a Fairytale Valentinstag (O.S.T.)                                                            | — | — | — | UK57 (3 Wo.)UK | US2 Platin · (18 Wo.)US | Country41 (9 Wo.)Country | Erstveröffentlichung: 22. Januar 2010 Verkäufe: + 1.848.301                              |                                                                                      |
| 2010 | Mine Speak Now                                                                                         | DE57 (4 Wo.)DE | — | CH46 (2 Wo.)CH | UK30 Silber · (4 Wo.)UK | US3 ×3Dreifachplatin · (23 Wo.)US | Country2 (15 Wo.)Country | Erstveröffentlichung: 4. August 2010 Verkäufe: + 3.850.600                               |                                                                                      |
| 2010 | Mine (Taylor’s Version) Speak Now (Taylor’s Version)[DE: ↑][AT: ↑][CH: ↑]                              | DE57 (4 Wo.)DE | — | CH46 (2 Wo.)CH | — | US15 (2 Wo.)US | Country4 (7 Wo.)Country | Neueinspielung: 7. Juli 2023 Verkäufe: + 55.000                                          |                                                                                      |
| 2010 | Back to December Speak Now                                                                             | — | — | — | UK— SilberUK | US6 ×2Doppelplatin · (20 Wo.)US | Country3 (19 Wo.)Country | Erstveröffentlichung: 15. November 2010 Verkäufe: + 2.470.000                            |                                                                                      |
| 2010 | Back to December (Taylor’s Version) Speak Now (Taylor’s Version)[DE: ↑][AT: ↑][CH: ↑]                  | — | — | — | — | US16 (2 Wo.)US | Country5 (7 Wo.)Country | Neueinspielung: 7. Juli 2023 Verkäufe: + 55.000                                          |                                                                                      |
| 2011 | The Story of Us Speak Now                                                                              | — | — | — | UK— SilberUK | US41 Platin · (12 Wo.)US | — | Erstveröffentlichung: 21. Februar 2011 Verkäufe: + 1.315.000                             |                                                                                      |
| 2011 | The Story of Us (Taylor’s Version) Speak Now (Taylor’s Version)[DE: ↑][AT: ↑][CH: ↑]                   | — | — | — | — | US42 (1 Wo.)US | Country20 (2 Wo.)Country | Neueinspielung: 7. Juli 2023                                                             |                                                                                      |
| 2011 | Mean Speak Now                                                                                         | — | — | — | UK— SilberUK | US11 ×3Dreifachplatin · (20 Wo.)US | Country2 (19 Wo.)Country | Erstveröffentlichung: 13. März 2011 Verkäufe: + 3.540.000                                |                                                                                      |
| 2011 | Mean (Taylor’s Version) Speak Now (Taylor’s Version)[DE: ↑][AT: ↑][CH: ↑]                              | — | — | — | — | US39 (1 Wo.)US | Country17 (2 Wo.)Country | Neueinspielung: 7. Juli 2023                                                             |                                                                                      |
| 2011 | Sparks Fly Speak Now                                                                                   | — | — | — | — | US17 Platin · (20 Wo.)US | Country1 (21 Wo.)Country | Erstveröffentlichung: 18. Juli 2011 Verkäufe: + 1.185.000                                |                                                                                      |
| 2011 | Sparks Fly (Taylor’s Version) Speak Now (Taylor’s Version)[DE: ↑][AT: ↑][CH: ↑]                        | — | — | — | — | US22 (2 Wo.)US | Country8 (5 Wo.)Country | Neueinspielung: 7. Juli 2023                                                             |                                                                                      |
| 2011 | Ours Speak Now (Deluxe)                                                                                | — | — | — | — | US13 Platin · (20 Wo.)US | Country1 (20 Wo.)Country | Erstveröffentlichung: 21. November 2011 Verkäufe: + 1.535.000                            |                                                                                      |
| 2011 | Ours (Taylor’s Version) Speak Now (Taylor’s Version)[DE: ↑][AT: ↑][CH: ↑]                              | — | — | — | — | US69 (1 Wo.)US | Country29 (1 Wo.)Country | Neueinspielung: 7. Juli 2023                                                             |                                                                                      |
| 2011 | Safe & Sound Die Tribute von Panem – The Hunger Games (O.S.T.)                                         | — | — | — | UK67 Silber · (3 Wo.)UK | US30 ×2Doppelplatin · (17 Wo.)US | — | Erstveröffentlichung: 26. Dezember 2011 Verkäufe: + 2.385.000; feat. The Civil Wars      |                                                                                      |
| 2012 | Long Live Speak Now World Tour – Live                                                                  | — | — | — | — | US85 (1 Wo.)US | — | Erstveröffentlichung: 1. März 2012 Verkäufe: + 1.035.000; feat. Paula Fernandes          |                                                                                      |
| 2012 | Long Live (Taylor’s Version) Speak Now (Taylor’s Version)[DE: ↑][AT: ↑][CH: ↑]                         | — | — | — | — | US53 (1 Wo.)US | Country24 (4 Wo.)Country | Neueinspielung: 7. Juli 2023 Verkäufe: + 35.000                                          |                                                                                      |
| 2012 | Eyes Open Die Tribute von Panem – The Hunger Games (O.S.T.)                                            | — | — | — | UK70 (1 Wo.)UK | US19 Platin · (13 Wo.)US | Country50 (6 Wo.)Country | Erstveröffentlichung: 26. März 2012 Verkäufe: + 1.442.500                                |                                                                                      |
| 2012 | Eyes Open (Taylor’s Version) The More Red (Taylor’s Version) Chapter[DE: ↑][AT: ↑][CH: ↑]              | — | — | — | — | — | Country48 (1 Wo.)Country | Neueinspielung: 12. November 2021                                                        |                                                                                      |
| 2012 | We Are Never Ever Getting Back Together Red                                                            | DE21 Platin · (21 Wo.)DE | AT22 Platin · (14 Wo.)AT | CH21 (21 Wo.)CH | UK4 ×2Doppelplatin · (33 Wo.)UK | US1 ×6Sechsfachplatin · (24 Wo.)US | Country1 (34 Wo.)Country | Erstveröffentlichung: 13. August 2012 Verkäufe: + 9.855.000                              |                                                                                      |
| 2012 | We Are Never Ever Getting Back Together (Taylor’s Version) Red (Taylor’s Version)[DE: ↑][AT: ↑][CH: ↑] | DE21 Platin · (21 Wo.)DE | AT22 Platin · (14 Wo.)AT | CH21 (21 Wo.)CH | — | US55 (1 Wo.)US | Country16 (2 Wo.)Country | Neueinspielung: 12. November 2021 Verkäufe: + 105.000                                    |                                                                                      |
| 2012 | Ronan –                                                                                                | — | — | — | — | US16 Gold · (2 Wo.)US | Country34 (4 Wo.)Country | Erstveröffentlichung: 8. September 2012 Verkäufe: + 500.000                              |                                                                                      |
| 2012 | Ronan (Taylor’s Version) Red (Taylor’s Version)[DE: ↑][AT: ↑][CH: ↑]                                   | — | — | — | — | — | Country42 (1 Wo.)Country | Neueinspielung: 12. November 2021                                                        |                                                                                      |
| 2012 | Begin Again Red                                                                                        | — | — | — | UK30 (2 Wo.)UK | US7 Platin · (20 Wo.)US | Country10 (23 Wo.)Country | Erstveröffentlichung: 1. Oktober 2012 Verkäufe: + 1.269.000                              |                                                                                      |
| 2012 | Begin Again (Taylor’s Version) Red (Taylor’s Version)[DE: ↑][AT: ↑][CH: ↑]                             | — | — | — | — | US77 (1 Wo.)US | Country25 (1 Wo.)Country | Neueinspielung: 12. November 2021                                                        |                                                                                      |
| 2012 | I Knew You Were Trouble Red                                                                            | DE9 Platin · (26 Wo.)DE | AT6 ×2Doppelplatin · (25 Wo.)AT | CH8 Platin · (25 Wo.)CH | UK2 ×3Dreifachplatin · (40 Wo.)UK | US2 ×7Siebenfachplatin · (36 Wo.)US | — | Erstveröffentlichung: 9. Oktober 2012 Verkäufe: + 11.252.700                             |                                                                                      |
| 2012 | I Knew You Were Trouble (Taylor’s Version) Red (Taylor’s Version)[DE: ↑][AT: ↑][CH: ↑]                 | DE9 Platin · (26 Wo.)DE | AT6 ×2Doppelplatin · (25 Wo.)AT | CH8 Platin · (25 Wo.)CH | UK— GoldUK | US46 (1 Wo.)US[Country: ↑] | — | Neueinspielung: 12. November 2021 Verkäufe: + 530.000                                    |                                                                                      |
| 2013 | 22 Red                                                                                                 | — | — | — | UK9 Platin · (24 Wo.)UK | US20 ×3Dreifachplatin · (20 Wo.)US | — | Erstveröffentlichung: 12. März 2013 Verkäufe: + 4.222.000                                |                                                                                      |
| 2013 | 22 (Taylor’s Version) Red (Taylor’s Version)[DE: ↑][AT: ↑][CH: ↑]                                      | — | — | — | UK— SilberUK | US52 (1 Wo.)US[Country: ↑] | — | Neueinspielung: 12. November 2021 Verkäufe: + 305.000                                    |                                                                                      |
| 2013 | Everything Has Changed Red                                                                             | — | — | — | UK7 Platin · (17 Wo.)UK | US32 ×2Doppelplatin · (20 Wo.)US | — | Erstveröffentlichung: 10. Juni 2013 Verkäufe: + 3.055.000; feat. Ed Sheeran              |                                                                                      |
| 2013 | Everything Has Changed (Taylor’s Version) Red (Taylor’s Version)[DE: ↑][AT: ↑][CH: ↑]                  | — | — | — | — | US63 (1 Wo.)US[Country: ↑] | — | Neueinspielung: 12. November 2021 Verkäufe: + 35.000; feat. Ed Sheeran                   |                                                                                      |
| 2013 | Red | — | — | — | UK26 Silber · (4 Wo.)UK | US6 ×2Doppelplatin · (22 Wo.)US | Country2 (42 Wo.)Country | Erstveröffentlichung: 21. Juni 2013 Verkäufe: + 2.572.000                                |                                                                                      |
| 2013 | Red (Taylor’s Version) [DE: ↑][AT: ↑][CH: ↑]                                                           | — | — | — | UK22 Silber · (2 Wo.)UK | US25 (2 Wo.)US | Country5 (6 Wo.)Country | Neueinspielung: 12. November 2021 Verkäufe: + 305.000                                    |                                                                                      |
| 2013 | The Last Time Red                                                                                      | — | — | — | UK25 (2 Wo.)UK | — | — | Erstveröffentlichung: 23. September 2013 feat. Gary Lightbody                            |                                                                                      |
| 2013 | The Last Time (Taylor’s Version) Red (Taylor’s Version)[DE: ↑][AT: ↑][CH: ↑]                           | — | — | — | — | US66 (1 Wo.)US[Country: ↑] | — | Neueinspielung: 12. November 2021 feat. Gary Lightbody                                   |                                                                                      |
| 2013 | Sweeter Than Fiction One Chance – Einmal im Leben (O.S.T.)                                             | — | — | — | UK45 (1 Wo.)UK | US34 (1 Wo.)US | — | Erstveröffentlichung: 21. Oktober 2013                                                   |                                                                                      |
| 2014 | Shake It Off 1989                                                                                      | DE5 ×3Dreifachgold · (40 Wo.)DE | AT6 ×2Doppelplatin · (31 Wo.)AT | CH7 Platin · (35 Wo.)CH | UK2 ×5Fünffachplatin · (55 Wo.)UK | US1 Diamant · (50 Wo.)US | — | Erstveröffentlichung: 18. August 2014 Verkäufe: + 18.112.800                             |                                                                                      |
| 2014 | Shake It Off (Taylor’s Version) 1989 (Taylor’s Version)[DE: ↑][AT: ↑][CH: ↑]                           | DE5 ×3Dreifachgold · (40 Wo.)DE | AT6 ×2Doppelplatin · (31 Wo.)AT | CH7 Platin · (35 Wo.)CH | UK— SilberUK | US28 (2 Wo.)US[Country: ↑] | — | Neueinspielung: 27. Oktober 2023 Verkäufe: + 270.000                                     |                                                                                      |
| 2014 | Blank Space 1989                                                                                       | DE9 Platin · (27 Wo.)DE | AT6 ×2Doppelplatin · (28 Wo.)AT | CH12 Gold · (26 Wo.)CH | UK4 ×4Vierfachplatin · (29 Wo.)UK | US1 ×8Achtfachplatin · (38 Wo.)US | — | Erstveröffentlichung: 10. November 2014 Verkäufe: + 14.179.500                           |                                                                                      |
| 2014 | Blank Space (Taylor’s Version) 1989 (Taylor’s Version)[DE: ↑][AT: ↑][CH: ↑]                            | DE9 Platin · (27 Wo.)DE | AT6 ×2Doppelplatin · (28 Wo.)AT | CH12 Gold · (26 Wo.)CH | UK— SilberUK | US12 (3 Wo.)US[Country: ↑] | — | Neueinspielung: 27. Oktober 2023 Verkäufe: + 270.000                                     |                                                                                      |
| 2015 | Style 1989                                                                                             | DE25 Gold · (9 Wo.)DE | AT19 Platin · (18 Wo.)AT | CH19 (1 Wo.)CH | UK21 ×2Doppelplatin · (25 Wo.)UK | US6 ×3Dreifachplatin · (32 Wo.)US | — | Erstveröffentlichung: 9. Februar 2015 Verkäufe: + 6.120.000                              |                                                                                      |
| 2015 | Style (Taylor’s Version) 1989 (Taylor’s Version)[DE: ↑][AT: ↑][CH: ↑]                                  | DE25 Gold · (9 Wo.)DE | AT19 Platin · (18 Wo.)AT | CH19 (1 Wo.)CH | UK— SilberUK | US9 (4 Wo.)US[Country: ↑] | — | Neueinspielung: 27. Oktober 2023 Verkäufe: + 330.000                                     |                                                                                      |
| 2015 | Bad Blood 1989                                                                                         | DE29 Gold · (17 Wo.)DE | AT22 Platin · (16 Wo.)AT | CH28 (12 Wo.)CH | UK4 ×2Doppelplatin · (16 Wo.)UK | US1 ×6Sechsfachplatin · (25 Wo.)US | — | Erstveröffentlichung: 17. Mai 2015 Verkäufe: + 9.085.000; Remix feat. Kendrick Lamar     |                                                                                      |
| 2015 | Bad Blood (Taylor’s Version) 1989 (Taylor’s Version)[DE: ↑][AT: ↑][CH: ↑]                              | DE29 Gold · (17 Wo.)DE | AT22 Platin · (16 Wo.)AT | CH28 (12 Wo.)CH | UK— SilberUK | US7 (3 Wo.)US[Country: ↑] | — | Neueinspielung: 27. Oktober 2023 Verkäufe: + 270.000                                     |                                                                                      |
| 2015 | Wildest Dreams 1989                                                                                    | DE51 Gold · (5 Wo.)DE | AT21 Platin · (19 Wo.)AT | CH53 (3 Wo.)CH | UK40 ×2Doppelplatin · (12 Wo.)UK | US5 ×4Vierfachplatin · (27 Wo.)US | — | Erstveröffentlichung: 31. August 2015 Verkäufe: + 6.780.000                              |                                                                                      |
| 2015 | Wildest Dreams (Taylor’s Version) 1989 (Taylor’s Version)[DE: ↑][AT: ↑][CH: ↑]                         | DE51 Gold · (5 Wo.)DE | AT21 Platin · (19 Wo.)AT | CH53 (3 Wo.)CH | UK25 Platin · (6 Wo.)UK | US19 (4 Wo.)US[Country: ↑] | — | Neueinspielung: 17. September 2021 Verkäufe: + 1.045.000                                 |                                                                                      |
| 2016 | Out of the Woods 1989                                                                                  | — | AT64 (1 Wo.)AT | — | UK— GoldUK | US18 Platin · (10 Wo.)US | — | Erstveröffentlichung: 12. Januar 2016 Verkäufe: + 1.800.000                              |                                                                                      |
| 2016 | Out of the Woods (Taylor’s Version) 1989 (Taylor’s Version)[DE: ↑][AT: ↑][CH: ↑]                       | — | AT64 (1 Wo.)AT | — | — | US16 (3 Wo.)US[Country: ↑] | — | Neueinspielung: 27. Oktober 2023 Verkäufe: + 55.000                                      |                                                                                      |
| 2016 | New Romantics 1989 (Deluxe Edition)                                                                    | — | — | — | UK— SilberUK | US46 Gold · (8 Wo.)US | — | Erstveröffentlichung: 23. Februar 2016 Verkäufe: + 885.000                               |                                                                                      |
| 2016 | New Romantics (Taylor’s Version) 1989 (Taylor’s Version)[DE: ↑][AT: ↑][CH: ↑]                          | — | — | — | — | US29 (2 Wo.)US[Country: ↑] | — | Neueinspielung: 27. Oktober 2023                                                         |                                                                                      |
| 2016 | I Don’t Wanna Live Forever Fifty Shades of Grey – Gefährliche Liebe (O.S.T.)                           | DE2 ×3Dreifachgold · (24 Wo.)DE | AT2 (22 Wo.)AT | CH2 (30 Wo.)CH | UK5 ×2Doppelplatin · (22 Wo.)UK | US2 ×4Vierfachplatin · (23 Wo.)US | — | Erstveröffentlichung: 9. Dezember 2016 Verkäufe: + 9.143.333; mit Zayn                   |                                                                                      |
| 2017 | Look What You Made Me Do Reputation                                                                    | DE3 Gold · (14 Wo.)DE | AT2 Platin · (13 Wo.)AT | CH6 (13 Wo.)CH | UK1 ×2Doppelplatin · (13 Wo.)UK | US1 ×4Vierfachplatin · (20 Wo.)US | — | Erstveröffentlichung: 25. August 2017 Verkäufe: + 7.330.000                              |                                                                                      |
| 2017 | …Ready for It? Reputation                                                                              | DE47 Gold · (5 Wo.)DE | AT26 (6 Wo.)AT | CH41 (5 Wo.)CH | UK7 Platin · (16 Wo.)UK | US4 ×2Doppelplatin · (20 Wo.)US | — | Erstveröffentlichung: 24. Oktober 2017 Verkäufe: + 3.875.000                             |                                                                                      |
| 2017 | End Game Reputation                                                                                    | — | — | — | UK49 Gold · (7 Wo.)UK | US18 Platin · (14 Wo.)US | — | Erstveröffentlichung: 14. November 2017 Verkäufe: + 1.880.000; feat. Ed Sheeran & Future |                                                                                      |
| 2017 | New Year’s Day Reputation                                                                              | — | — | — | UK— SilberUK | — | Country33 (9 Wo.)Country | Erstveröffentlichung: 27. November 2017 Verkäufe: + 250.000                              |                                                                                      |
| 2018 | Delicate Reputation                                                                                    | — | AT70 (2 Wo.)AT | CH88 (3 Wo.)CH | UK45 Platin · (15 Wo.)UK | US12 ×2Doppelplatin · (35 Wo.)US | — | Erstveröffentlichung: 12. März 2018 Verkäufe: + 3.480.000                                |                                                                                      |
| 2018 | Getaway Car Reputation                                                                                 | — | — | — | UK— PlatinUK | — | — | Erstveröffentlichung: 6. September 2018 Verkäufe: + 890.000                              |                                                                                      |
| 2019 | Me! Lover                                                                                              | DE12 Gold · (8 Wo.)DE | AT7 Platin · (10 Wo.)AT | CH12 (10 Wo.)CH | UK3 Platin · (15 Wo.)UK | US2 ×2Doppelplatin · (20 Wo.)US | — | Erstveröffentlichung: 26. April 2019 Verkäufe: + 3.792.000; feat. Brendon Urie           |                                                                                      |
| 2019 | You Need to Calm Down Lover                                                                            | DE36 (9 Wo.)DE | AT21 Platin · (15 Wo.)AT | CH22 (13 Wo.)CH | UK5 ×2Doppelplatin · (15 Wo.)UK | US2 ×3Dreifachplatin · (21 Wo.)US | — | Erstveröffentlichung: 14. Juni 2019 Verkäufe: + 5.270.000                                |                                                                                      |
| 2019 | Lover                                                                                                  | DE61 (2 Wo.)DE | AT47 Platin · (1 Wo.)AT | CH52 (4 Wo.)CH | UK14 ×2Doppelplatin · (13 Wo.)UK | US10 ×2Doppelplatin · (22 Wo.)US | — | Erstveröffentlichung: 16. August 2019 Verkäufe: + 4.740.000                              |                                                                                      |
| 2019 | Beautiful Ghosts Cats (O.S.T.)                                                                         | — | — | — | — | — | — | Erstveröffentlichung: 14. November 2019                                                  |                                                                                      |
| 2019 | Christmas Tree Farm –                                                                                  | DE60 (5 Wo.)DE | AT50 (7 Wo.)AT | CH65 (3 Wo.)CH | UK44 Gold · (11 Wo.)UK | US59 (1 Wo.)US | — | Erstveröffentlichung: 6. Dezember 2019 Verkäufe: + 450.000                               |                                                                                      |
| 2019 | Christmas Tree Farm (Old Timey Version) –[DE: ↑][AT: ↑][CH: ↑][UK: ↑]                                  | DE60 (5 Wo.)DE | AT50 (7 Wo.)AT | CH65 (3 Wo.)CH | UK44 Gold · (11 Wo.)UK | US62 (5 Wo.)US | — | Neueinspielung: 22. November 2021                                                        |                                                                                      |
| 2020 | The Man Lover                                                                                          | — | AT66 (1 Wo.)AT | CH80 (1 Wo.)CH | UK21 Platin · (6 Wo.)UK | US23 Platin · (8 Wo.)US | — | Erstveröffentlichung: 27. Januar 2020 Verkäufe: + 2.120.000                              |                                                                                      |
| 2020 | Cardigan Folklore                                                                                      | DE67 (2 Wo.)DE | AT46 (2 Wo.)AT | CH51 (2 Wo.)CH | UK6 ×2Doppelplatin · (9 Wo.)UK | US1 Platin · (14 Wo.)US | — | Erstveröffentlichung: 24. Juli 2020 Verkäufe: + 3.400.000                                |                                                                                      |
| 2020 | Exile Folklore                                                                                         | — | AT56 (1 Wo.)AT | CH48 (2 Wo.)CH | UK8 Platin · (9 Wo.)UK | US6 Platin · (5 Wo.)US | — | Erstveröffentlichung: 3. August 2020 Verkäufe: + 2.420.000; feat. Bon Iver               |                                                                                      |
| 2020 | Betty Folklore                                                                                         | — | — | — | UK— GoldUK | US42 (2 Wo.)US | Country6 (20 Wo.)Country | Erstveröffentlichung: 17. August 2020 Verkäufe: + 580.000                                |                                                                                      |
| 2020 | The 1 Folklore                                                                                         | — | — | CH92 (1 Wo.)CH | UK10 Platin · (7 Wo.)UK | US4 Platin · (6 Wo.)US | — | Erstveröffentlichung: 9. Oktober 2020 Verkäufe: + 1.810.000                              |                                                                                      |
| 2020 | Willow Evermore                                                                                        | DE46 (5 Wo.)DE | AT30 (3 Wo.)AT | CH21 (8 Wo.)CH | UK3 Platin · (14 Wo.)UK | US1 Platin · (20 Wo.)US | — | Erstveröffentlichung: 11. Dezember 2020 Verkäufe: + 2.560.000                            |                                                                                      |
| 2021 | You All Over Me (Taylor’s Version) (from the Vault) Fearless (Taylor’s Version)                        | — | — | — | UK52 (1 Wo.)UK | US51 (2 Wo.)US | Country6 (5 Wo.)Country | Erstveröffentlichung: 26. März 2021 feat. Maren Morris                                   |                                                                                      |
| 2021 | Mr. Perfectly Fine (Taylor’s Version) Fearless (Taylor’s Version)                                      | — | — | — | UK30 Silber · (5 Wo.)UK | US30 (3 Wo.)US | Country2 (13 Wo.)Country | Erstveröffentlichung: 7. April 2021 Verkäufe: + 310.000                                  |                                                                                      |
| 2021 | All Too Well Red                                                                                       | DE36 (3 Wo.)DE | AT16 (2 Wo.)AT | CH19 (3 Wo.)CH | UK— SilberUK | US80 Gold · (1 Wo.)US | Country17 (4 Wo.)Country | Charteinstieg: 10. November 2012 Verkäufe: + 820.000                                     |                                                                                      |
| 2021 | All Too Well (Taylor’s Version) Red (Taylor’s Version)[DE: ↑][AT: ↑][CH: ↑]                            | DE36 (3 Wo.)DE | AT16 (2 Wo.)AT | CH19 (3 Wo.)CH | UK3 ×2Doppelplatin · (12 Wo.)UK | US1 (15 Wo.)US | Country1 (23 Wo.)Country | Erstveröffentlichung: 15. November 2021 Verkäufe: + 1.800.000                            |                                                                                      |
| 2022 | Message in a Bottle Red (Taylor’s Version)                                                             | — | — | — | — | US45 (13 Wo.)US | — | Erstveröffentlichung: 21. Januar 2022 Verkäufe: + 70.000                                 |                                                                                      |
| 2022 | This Love (Taylor’s Version) 1989 (Taylor’s Version)                                                   | — | — | — | UK42 Silber · (1 Wo.)UK | US42 (2 Wo.)US | — | Erstveröffentlichung: 6. Mai 2022 Verkäufe: + 305.000                                    |                                                                                      |
| 2022 | Anti-Hero Midnights                                                                                    | DE7 Platin · (73 Wo.)DE | AT6 ×2Doppelplatin · (59 Wo.)AT | CH6 Platin · (47 Wo.)CH | UK1 ×3Dreifachplatin · (64 Wo.)UK | US1 (53 Wo.)US | — | Erstveröffentlichung: 8. November 2022 Verkäufe: + 4.930.000                             |                                                                                      |
| 2023 | Lavender Haze Midnights                                                                                | DE71 (1 Wo.)DE | AT15 (2 Wo.)AT | CH18 (4 Wo.)CH | UK3 Platin · (22 Wo.)UK | US2 (29 Wo.)US | — | Erstveröffentlichung: 27. Januar 2023 Verkäufe: + 1.260.000                              |                                                                                      |
| 2023 | Karma Midnights                                                                                        | DE— gDE | — | — | UK12 Platin · (13 Wo.)UK | US2 (30 Wo.)US | — | Erstveröffentlichung: 26. Mai 2023 Verkäufe: + 1.405.000; Remix feat. Ice Spice          |                                                                                      |
| 2023 | I Can See You (Taylor’s Version) (from the Vault) Speak Now (Taylor’s Version)                         | DE90 (1 Wo.)DE | AT58 (1 Wo.)AT | — | UK6 Silber · (9 Wo.)UK | US5 (7 Wo.)US | Country3 (20 Wo.)Country | Erstveröffentlichung: 7. Juli 2023 Verkäufe: + 365.000                                   |                                                                                      |
| 2023 | Cruel Summer Lover                                                                                     | DE15 Gold · (56 Wo.)DE | AT16 Platin · (47 Wo.)AT | CH9 ×3Dreifachplatin · (65 Wo.)CH | UK2 ×4Vierfachplatin · (71 Wo.)UK | US1 (54 Wo.)US | — | Erstveröffentlichung: 19. Oktober 2023 Verkäufe: + 4.873.333                             |                                                                                      |
| 2023 | Slut! (Taylor’s Version) (from the Vault) 1989 (Taylor’s Version)                                      | DE45 (1 Wo.)DE | — | — | UK5 Silber · (1 Wo.)UK | US3 (5 Wo.)US | — | Erstveröffentlichung: 27. Oktober 2023 Verkäufe: + 270.000                               |                                                                                      |
| 2023 | You’re Losing Me (from the Vault) Midnights (Late Night Edition)                                       | DE— hDE | — | CH82 (1 Wo.)CH | UK20 Silber · (5 Wo.)UK | US27 (7 Wo.)US | — | Erstveröffentlichung: 29. November 2023 Verkäufe: + 250.000                              |                                                                                      |
| 2024 | Fortnight The Tortured Poets Department                                                                | DE2 Gold · (25 Wo.)DE | AT2 (23 Wo.)AT | CH3 Platin · (19 Wo.)CH | UK1 Platin · (24 Wo.)UK | US1 (21 Wo.)US | — | Erstveröffentlichung: 19. April 2024 Verkäufe: + 1.720.000; feat. Post Malone            |                                                                                      |
| 2024 | I Can Do It with a Broken Heart The Tortured Poets Department                                          | DE60 (7 Wo.)DE | AT11 (5 Wo.)AT | CH30 (4 Wo.)CH | UK8 Platin · (26 Wo.)UK | US3 (31 Wo.)US | — | Erstveröffentlichung: 16. Juli 2024 Verkäufe: + 935.000                                  |                                                                                      |
| Folgende Lieder erschienen nicht als Single, wurden aber durch das Album zum Download und Streaming bereitgestellt und konnten somit eine Platzierung erlangen: | | | | | | | |                                                                                          |                                                                                      |
| | | | | | | | |                                                                                          |                                                                                      |
| 2007 | Last Christmas The Taylor Swift Holiday Collection                                                     | — | — | — | — | — | Country28 (6 Wo.)Country | Charteinstieg: 8. Dezember 2007                                                          |                                                                                      |
| 2007 | Christmases When You Were Mine The Taylor Swift Holiday Collection                                     | — | — | — | — | — | Country48 (5 Wo.)Country | Charteinstieg: 15. Dezember 2007                                                         |                                                                                      |
| 2007 | Santa Baby The Taylor Swift Holiday Collection                                                         | — | — | — | — | — | Country43 (4 Wo.)Country | Charteinstieg: 22. Dezember 2007                                                         |                                                                                      |
| 2007 | White Christmas The Taylor Swift Holiday Collection                                                    | — | — | — | — | — | Country59 (2 Wo.)Country | Charteinstieg: 29. Dezember 2007                                                         |                                                                                      |
| 2008 | Silent Night The Taylor Swift Holiday Collection                                                       | — | — | — | — | — | Country54 (1 Wo.)Country | Charteinstieg: 12. Januar 2008                                                           |                                                                                      |
| 2008 | Hey Stephen Fearless                                                                                   | — | — | — | — | US94 Gold · (1 Wo.)US | — | Charteinstieg: 29. November 2008 Verkäufe: + 500.000                                     |                                                                                      |
| 2008 | Hey Stephen (Taylor’s Version) Fearless (Taylor’s Version)[DE: ↑][AT: ↑][CH: ↑]                        | — | — | — | — | — | Country28 (1 Wo.)Country | Charteinstieg: 24. April 2021                                                            |                                                                                      |
| 2008 | Breathe Fearless                                                                                       | — | — | — | — | US87 Gold · (1 Wo.)US | — | Charteinstieg: 29. November 2008 Verkäufe: + 535.000; feat. Colbie Caillat               |                                                                                      |
| 2008 | Breathe (Taylor’s Version) Fearless (Taylor’s Version)[DE: ↑][AT: ↑][CH: ↑]                            | — | — | — | — | — | Country34 (1 Wo.)Country | Charteinstieg: 24. April 2021 feat. Colbie Caillat                                       |                                                                                      |
| 2008 | The Way I Loved You Fearless                                                                           | — | — | — | — | US72 Gold · (1 Wo.)US | — | Charteinstieg: 29. November 2008 Verkäufe: + 530.000                                     |                                                                                      |
| 2008 | The Way I Loved You (Taylor’s Version) Fearless (Taylor’s Version)[DE: ↑][AT: ↑][CH: ↑]                | — | — | — | UK— SilberUK | US94 (1 Wo.)US | Country24 (1 Wo.)Country | Charteinstieg: 24. April 2021 Verkäufe: + 325.000                                        |                                                                                      |
| 2008 | Forever & Always Fearless                                                                              | — | — | — | — | US34 Platin · (3 Wo.)US | — | Charteinstieg: 29. November 2008 Verkäufe: + 1.035.000                                   |                                                                                      |
| 2008 | Forever & Always (Taylor’s Version) Fearless (Taylor’s Version)[DE: ↑][AT: ↑][CH: ↑]                   | — | — | — | — | US65 (1 Wo.)US | Country12 (2 Wo.)Country | Charteinstieg: 24. April 2021                                                            |                                                                                      |
| 2009 | Come in with the Rain Fearless                                                                         | — | — | — | — | US30 (1 Wo.)US | — | Charteinstieg: 14. November 2009                                                         |                                                                                      |
| 2009 | Superstar Fearless                                                                                     | — | — | — | — | US26 (1 Wo.)US | — | Charteinstieg: 14. November 2009                                                         |                                                                                      |
| 2009 | The Other Side of the Door Fearless                                                                    | — | — | — | — | US23 (2 Wo.)US | — | Charteinstieg: 14. November 2009                                                         |                                                                                      |
| 2009 | Untouchable Fearless                                                                                   | — | — | — | — | US19 (2 Wo.)US | — | Charteinstieg: 14. November 2009                                                         |                                                                                      |
| 2009 | Jump Then Fall Fearless                                                                                | — | — | — | — | US10 Gold · (3 Wo.)US | Country59 (1 Wo.)Country | Charteinstieg: 14. November 2009 Verkäufe: + 500.000                                     |                                                                                      |
| 2010 | Breathless Hope for Haiti Now                                                                          | — | — | — | — | US72 (1 Wo.)US | — | Charteinstieg: 13. Februar 2010                                                          |                                                                                      |
| 2010 | Innocent Speak Now                                                                                     | — | — | — | — | US27 (1 Wo.)US | — | Charteinstieg: 13. November 2010                                                         |                                                                                      |
| 2010 | Innocent (Taylor’s Version) Speak Now (Taylor’s Version)[DE: ↑][AT: ↑][CH: ↑]                          | — | — | — | — | US63 (1 Wo.)US | Country28 (1 Wo.)Country | Neueinspielung: 7. Juli 2023                                                             |                                                                                      |
| 2010 | Never Grow Up Speak Now                                                                                | — | — | — | — | US84 Gold · (1 Wo.)US | — | Charteinstieg: 13. November 2010 Verkäufe: + 570.000                                     |                                                                                      |
| 2010 | Never Grow Up (Taylor’s Version) Speak Now (Taylor’s Version)[DE: ↑][AT: ↑][CH: ↑]                     | — | — | — | — | US58 (1 Wo.)US | Country27 (1 Wo.)Country | Neueinspielung: 7. Juli 2023                                                             |                                                                                      |
| 2010 | Enchanted Speak Now                                                                                    | DE— iDE | — | — | UK— GoldUK | US75 Gold · (1 Wo.)US | — | Charteinstieg: 13. November 2010 Verkäufe: + 1.135.000                                   |                                                                                      |
| 2010 | Enchanted (Taylor’s Version) Speak Now (Taylor’s Version)[DE: ↑][AT: ↑][CH: ↑]                         | DE— iDE | — | — | UK15 Silber · (1 Wo.)UK | US19 (4 Wo.)US | Country7 (20 Wo.)Country | Neueinspielung: 7. Juli 2023 Verkäufe: + 325.000                                         |                                                                                      |
| 2010 | Last Kiss Speak Now                                                                                    | — | — | — | — | US71 (1 Wo.)US | — | Charteinstieg: 13. November 2010 Verkäufe: + 35.000                                      |                                                                                      |
| 2010 | Last Kiss (Taylor’s Version) Speak Now (Taylor’s Version)[DE: ↑][AT: ↑][CH: ↑]                         | — | — | — | — | US57 (1 Wo.)US | Country26 (1 Wo.)Country | Neueinspielung: 7. Juli 2023                                                             |                                                                                      |
| 2010 | Haunted Speak Now                                                                                      | — | — | — | — | US63 Gold · (2 Wo.)US | — | Charteinstieg: 13. November 2010 Verkäufe: + 535.000                                     |                                                                                      |
| 2010 | Haunted (Taylor’s Version) Speak Now (Taylor’s Version)[DE: ↑][AT: ↑][CH: ↑]                           | — | — | — | — | US50 (1 Wo.)US | Country22 (2 Wo.)Country | Neueinspielung: 7. Juli 2023 Verkäufe: + 20.000                                          |                                                                                      |
| 2010 | Better Than Revenge Speak Now                                                                          | — | — | — | UK— SilberUK | US56 Gold · (1 Wo.)US | — | Charteinstieg: 13. November 2010 Verkäufe: + 785.000                                     |                                                                                      |
| 2010 | Better Than Revenge (Taylor’s Version) Speak Now (Taylor’s Version)[DE: ↑][AT: ↑][CH: ↑]               | — | — | — | — | US28 (1 Wo.)US | Country10 (3 Wo.)Country | Neueinspielung: 7. Juli 2023 Verkäufe: + 40.000                                          |                                                                                      |
| 2010 | Dear John Speak Now                                                                                    | — | — | — | — | US54 (1 Wo.)US | — | Charteinstieg: 13. November 2010 Verkäufe: + 35.000                                      |                                                                                      |
| 2010 | Dear John (Taylor’s Version) Speak Now (Taylor’s Version)[DE: ↑][AT: ↑][CH: ↑]                         | — | — | — | — | US26 (1 Wo.)US | Country9 (3 Wo.)Country | Neueinspielung: 7. Juli 2023                                                             |                                                                                      |
| 2012 | I Almost Do Red                                                                                        | — | — | — | — | US65 (1 Wo.)US | Country13 (3 Wo.)Country | Charteinstieg: 10. November 2012                                                         |                                                                                      |
| 2012 | I Almost Do (Taylor’s Version) Red (Taylor’s Version)[DE: ↑][AT: ↑][CH: ↑]                             | — | — | — | — | US59 (1 Wo.)US | Country17 (2 Wo.)Country | Charteinstieg: 27. November 2021                                                         |                                                                                      |
| 2012 | Stay Stay Stay Red                                                                                     | — | — | — | — | US91 (1 Wo.)US | Country24 (3 Wo.)Country | Charteinstieg: 10. November 2012                                                         |                                                                                      |
| 2012 | Stay Stay Stay (Taylor’s Version) Red (Taylor’s Version)[DE: ↑][AT: ↑][CH: ↑]                          | — | — | — | — | US67 (1 Wo.)US | Country20 (2 Wo.)Country | Charteinstieg: 27. November 2021                                                         |                                                                                      |
| 2012 | Treacherous Red                                                                                        | — | — | — | — | — | Country26 (1 Wo.)Country | Charteinstieg: 10. November 2012                                                         |                                                                                      |
| 2012 | Treacherous (Taylor’s Version) Red (Taylor’s Version)[DE: ↑][AT: ↑][CH: ↑]                             | — | — | — | — | US54 (1 Wo.)US | Country15 (3 Wo.)Country | Charteinstieg: 27. November 2021                                                         |                                                                                      |
| 2012 | Starlight Red                                                                                          | — | — | — | — | — | Country28 (1 Wo.)Country | Charteinstieg: 10. November 2012                                                         |                                                                                      |
| 2012 | Starlight (Taylor’s Version) Red (Taylor’s Version)[DE: ↑][AT: ↑][CH: ↑]                               | — | — | — | — | US90 (1 Wo.)US | Country33 (1 Wo.)Country | Charteinstieg: 27. November 2021                                                         |                                                                                      |
| 2012 | Holy Ground Red                                                                                        | — | — | — | — | — | Country32 (1 Wo.)Country | Charteinstieg: 10. November 2012                                                         |                                                                                      |
| 2012 | Holy Ground (Taylor’s Version) Red (Taylor’s Version)[DE: ↑][AT: ↑][CH: ↑]                             | — | — | — | — | US76 (1 Wo.)US | Country24 (2 Wo.)Country | Charteinstieg: 27. November 2021                                                         |                                                                                      |
| 2012 | The Lucky One Red                                                                                      | — | — | — | — | — | Country33 (1 Wo.)Country | Charteinstieg: 10. November 2012                                                         |                                                                                      |
| 2012 | Sad Beautiful Tragic Red                                                                               | — | — | — | — | — | Country37 (1 Wo.)Country | Charteinstieg: 10. November 2012                                                         |                                                                                      |
| 2012 | Sad Beautiful Tragic (Taylor’s Version) Red (Taylor’s Version)[DE: ↑][AT: ↑][CH: ↑]                    | — | — | — | — | US85 (1 Wo.)US | Country30 (1 Wo.)Country | Charteinstieg: 27. November 2021                                                         |                                                                                      |
| 2019 | I Forgot That You Existed Lover                                                                        | — | — | — | UK— SilberUK | US28 (2 Wo.)US | — | Charteinstieg: 7. September 2019 Verkäufe: + 325.000                                     |                                                                                      |
| 2019 | Paper Rings Lover                                                                                      | — | — | — | UK— PlatinUK | US45 (1 Wo.)US | — | Charteinstieg: 7. September 2019 Verkäufe: + 880.000                                     |                                                                                      |
| 2019 | Miss Americana & the Heartbreak Prince Lover                                                           | — | — | — | UK— GoldUK | US49 (1 Wo.)US | — | Charteinstieg: 7. September 2019 Verkäufe: + 540.000                                     |                                                                                      |
| 2019 | I Think He Knows Lover                                                                                 | — | — | — | UK— SilberUK | US51 (1 Wo.)US | — | Charteinstieg: 7. September 2019 Verkäufe: + 305.000                                     |                                                                                      |
| 2019 | Cornelia Street Lover                                                                                  | — | — | — | UK— SilberUK | US57 (1 Wo.)US | — | Charteinstieg: 7. September 2019 Verkäufe: + 340.000                                     |                                                                                      |
| 2019 | London Boy Lover                                                                                       | — | — | — | UK— SilberUK | US62 (1 Wo.)US | — | Charteinstieg: 7. September 2019 Verkäufe: + 325.000                                     |                                                                                      |
| 2019 | Soon You’ll Get Better Lover                                                                           | — | — | — | — | US63 (1 Wo.)US | Country10 (4 Wo.)Country | Charteinstieg: 7. September 2019 Verkäufe: + 55.000; feat. Dixie Chicks                  |                                                                                      |
| 2019 | Death by a Thousand Cuts Lover                                                                         | — | — | — | UK— SilberUK | US67 (1 Wo.)US | — | Charteinstieg: 7. September 2019 Verkäufe: + 325.000                                     |                                                                                      |
| 2019 | Afterglow Lover                                                                                        | — | — | — | UK— SilberUK | US75 (1 Wo.)US | — | Charteinstieg: 7. September 2019 Verkäufe: + 325.000                                     |                                                                                      |
| 2019 | False God Lover                                                                                        | — | — | — | UK— SilberUK | US77 (1 Wo.)US | — | Charteinstieg: 7. September 2019 Verkäufe: + 305.000                                     |                                                                                      |
| 2019 | Daylight Lover                                                                                         | — | — | — | UK— SilberUK | US89 (1 Wo.)US | — | Charteinstieg: 7. September 2019 Verkäufe: + 325.000                                     |                                                                                      |
| 2019 | It’s Nice to Have a Friend Lover                                                                       | — | — | — | — | US92 (1 Wo.)US | — | Charteinstieg: 7. September 2019 Verkäufe: + 35.000                                      |                                                                                      |
| 2020 | The Last Great American Dynasty Folklore                                                               | — | — | — | UK— GoldUK | US13 (2 Wo.)US | — | Charteinstieg: 8. August 2020 Verkäufe: + 540.000                                        |                                                                                      |
| 2020 | My Tears Ricochet Folklore                                                                             | — | — | — | UK— PlatinUK | US16 (2 Wo.)US | — | Charteinstieg: 8. August 2020 Verkäufe: + 840.000                                        |                                                                                      |
| 2020 | August Folklore                                                                                        | DE— jDE | — | — | UK78 Platin · (2 Wo.)UK | US23 (2 Wo.)US | — | Charteinstieg: 8. August 2020 Verkäufe: + 1.345.000                                      |                                                                                      |
| 2020 | Mirrorball Folklore                                                                                    | — | — | — | UK— GoldUK | US26 (2 Wo.)US | — | Charteinstieg: 8. August 2020 Verkäufe: + 540.000                                        |                                                                                      |
| 2020 | Seven Folklore                                                                                         | — | — | — | UK— SilberUK | US35 (2 Wo.)US | — | Charteinstieg: 8. August 2020 Verkäufe: + 325.000                                        |                                                                                      |
| 2020 | Invisible String Folklore                                                                              | — | — | — | UK— GoldUK | US37 (2 Wo.)US | — | Charteinstieg: 8. August 2020 Verkäufe: + 540.000                                        |                                                                                      |
| 2020 | This Is Me Trying Folklore                                                                             | — | — | — | UK— GoldUK | US39 (1 Wo.)US | — | Charteinstieg: 8. August 2020 Verkäufe: + 540.000                                        |                                                                                      |
| 2020 | Illicit Affairs Folklore                                                                               | — | — | — | UK— GoldUK | US44 (1 Wo.)US | — | Charteinstieg: 8. August 2020 Verkäufe: + 540.000                                        |                                                                                      |
| 2020 | Mad Woman Folklore                                                                                     | — | — | — | UK— SilberUK | US47 (1 Wo.)US | — | Charteinstieg: 8. August 2020 Verkäufe: + 305.000                                        |                                                                                      |
| 2020 | Epiphany Folklore                                                                                      | — | — | — | UK— SilberUK | US57 (1 Wo.)US | — | Charteinstieg: 8. August 2020 Verkäufe: + 270.000                                        |                                                                                      |
| 2020 | Peace Folklore                                                                                         | — | — | — | UK— SilberUK | US58 (1 Wo.)US | — | Charteinstieg: 8. August 2020 Verkäufe: + 270.000                                        |                                                                                      |
| 2020 | Hoax Folklore                                                                                          | — | — | — | UK— SilberUK | US71 (1 Wo.)US | — | Charteinstieg: 8. August 2020 Verkäufe: + 270.000                                        |                                                                                      |
| 2020 | Champagne Problems Evermore                                                                            | — | — | CH92 (1 Wo.)CH | UK15 Platin · (9 Wo.)UK | US21 (2 Wo.)US | — | Charteinstieg: 18. Dezember 2020 Verkäufe: + 905.000                                     |                                                                                      |
| 2020 | No Body, No Crime Evermore                                                                             | — | — | — | UK19 Silber · (5 Wo.)UK | US34 (2 Wo.)US | Country2 (4 Wo.)Country | Charteinstieg: 18. Dezember 2020 Verkäufe: + 305.000; feat. Haim                         |                                                                                      |
| 2020 | ’Tis The Damn Season Evermore                                                                          | — | — | — | UK— SilberUK | US39 (2 Wo.)US | — | Charteinstieg: 26. Dezember 2020 Verkäufe: + 305.000                                     |                                                                                      |
| 2020 | Gold Rush Evermore                                                                                     | — | — | — | UK— SilberUK | US40 (1 Wo.)US | — | Charteinstieg: 26. Dezember 2020 Verkäufe: + 325.000                                     |                                                                                      |
| 2020 | Tolerate It Evermore                                                                                   | — | — | — | UK— SilberUK | US45 (1 Wo.)US | — | Charteinstieg: 26. Dezember 2020 Verkäufe: + 305.000                                     |                                                                                      |
| 2020 | Happiness Evermore                                                                                     | — | — | — | — | US45 (1 Wo.)US | — | Charteinstieg: 26. Dezember 2020 Verkäufe: + 70.000                                      |                                                                                      |
| 2020 | Evermore                                                                                               | — | — | — | UK— SilberUK | US57 (1 Wo.)US | — | Charteinstieg: 26. Dezember 2020 Verkäufe: + 270.000; feat. Bon Iver                     |                                                                                      |
| 2020 | Ivy Evermore                                                                                           | — | — | — | UK— SilberUK | US61 (1 Wo.)US | — | Charteinstieg: 26. Dezember 2020 Verkäufe: + 270.000                                     |                                                                                      |
| 2020 | Coney Island Evermore                                                                                  | — | — | — | UK— SilberUK | US63 (1 Wo.)US | — | Charteinstieg: 26. Dezember 2020 Verkäufe: + 270.000; feat. The National                 |                                                                                      |
| 2020 | Dorothea Evermore                                                                                      | — | — | — | — | US67 (1 Wo.)US | — | Charteinstieg: 26. Dezember 2020 Verkäufe: + 35.000                                      |                                                                                      |
| 2020 | Long Story Short Evermore                                                                              | — | — | — | UK— SilberUK | US68 (1 Wo.)US | — | Charteinstieg: 26. Dezember 2020 Verkäufe: + 270.000                                     |                                                                                      |
| 2020 | Cowboy Like Me Evermore                                                                                | — | — | — | UK— SilberUK | US71 (1 Wo.)US | — | Charteinstieg: 26. Dezember 2020 Verkäufe: + 270.000                                     |                                                                                      |
| 2020 | Marjorie Evermore                                                                                      | — | — | — | UK— SilberUK | US75 (1 Wo.)US | — | Charteinstieg: 26. Dezember 2020 Verkäufe: + 305.000                                     |                                                                                      |
| 2020 | Closure Evermore                                                                                       | — | — | — | — | US82 (1 Wo.)US | — | Charteinstieg: 26. Dezember 2020 Verkäufe: + 35.000                                      |                                                                                      |
| 2021 | That’s When (Taylor’s Version) Fearless (Taylor’s Version)                                             | — | — | — | — | — | Country30 (1 Wo.)Country | Charteinstieg: 24. April 2021 feat. Keith Urban                                          |                                                                                      |
| 2021 | Tell Me Why (Taylor’s Version) Fearless (Taylor’s Version)                                             | — | — | — | — | — | Country41 (1 Wo.)Country | Charteinstieg: 24. April 2021                                                            |                                                                                      |
| 2021 | Don’t You (Taylor’s Version) Fearless (Taylor’s Version)                                               | — | — | — | — | — | Country42 (1 Wo.)Country | Charteinstieg: 24. April 2021                                                            |                                                                                      |
| 2021 | We Were Happy (Taylor’s Version) Fearless (Taylor’s Version)                                           | — | — | — | — | — | Country43 (1 Wo.)Country | Charteinstieg: 24. April 2021                                                            |                                                                                      |
| 2021 | Bye Bye Baby (Taylor’s Version) Fearless (Taylor’s Version)                                            | — | — | — | — | — | Country49 (1 Wo.)Country | Charteinstieg: 24. April 2021                                                            |                                                                                      |
| 2021 | I Bet You Think About Me Red (Taylor’s Version)                                                        | — | — | — | — | US22 (2 Wo.)US | Country3 (20 Wo.)Country | Charteinstieg: 27. November 2021 Verkäufe: + 55.000; feat. Chris Stapleton               |                                                                                      |
| 2021 | Nothing New Red (Taylor’s Version)                                                                     | — | — | — | UK— SilberUK | US43 (1 Wo.)US | Country11 (9 Wo.)Country | Charteinstieg: 27. November 2021 Verkäufe: + 255.000; feat. Phoebe Bridgers              |                                                                                      |
| 2021 | Run Red (Taylor’s Version)                                                                             | — | — | — | — | US47 (1 Wo.)US | — | Charteinstieg: 27. November 2021 Verkäufe: + 35.000; feat. Ed Sheeran                    |                                                                                      |
| 2021 | Better Man Red (Taylor’s Version)                                                                      | — | — | — | — | US51 (1 Wo.)US | Country13 (5 Wo.)Country | Charteinstieg: 27. November 2021 Verkäufe: + 35.000                                      |                                                                                      |
| 2021 | The Very First Night Red (Taylor’s Version)                                                            | — | — | — | — | US61 (1 Wo.)US | Country18 (5 Wo.)Country | Charteinstieg: 27. November 2021 Verkäufe: + 35.000                                      |                                                                                      |
| 2021 | Babe (Taylor’s Version) Red (Taylor’s Version)                                                         | — | — | — | — | US69 (1 Wo.)US | Country21 (2 Wo.)Country | Charteinstieg: 27. November 2021                                                         |                                                                                      |
| 2021 | Forever Winter (Taylor’s Version) Red (Taylor’s Version)                                               | — | — | — | — | US79 (1 Wo.)US | Country26 (2 Wo.)Country | Charteinstieg: 27. November 2021                                                         |                                                                                      |
| 2021 | The Lucky Ones (Taylor’s Version) Red (Taylor’s Version)                                               | — | — | — | — | US84 (1 Wo.)US | Country29 (1 Wo.)Country | Charteinstieg: 27. November 2021                                                         |                                                                                      |
| 2022 | Don’t Blame Me Reputation                                                                              | DE99 Gold · (1 Wo.)DE | AT49 Platin · (4 Wo.)AT | CH88 (2 Wo.)CH | UK77 Platin · (4 Wo.)UK | — | — | Charteinstieg: 2. Juni 2022 Verkäufe: + 1.795.000                                        |                                                                                      |
| 2022 | The Great War Midnights (3am Edition)                                                                  | DE— kDE | — | — | UK— SilberUK | US26 (4 Wo.)US | — | Charteinstieg: 28. Oktober 2022 Verkäufe: + 305.000                                      |                                                                                      |
| 2022 | Snow on the Beach Midnights                                                                            | DE74 (1 Wo.)DE | AT12 (3 Wo.)AT | CH16 (4 Wo.)CH | UK4 Gold · (10 Wo.)UK | US4 (8 Wo.)US | — | Charteinstieg: 30. Oktober 2022 Verkäufe: + 795.000; feat. Lana Del Rey                  |                                                                                      |
| 2022 | Maroon Midnights                                                                                       | DE96 (1 Wo.)DE | — | — | UK— GoldUK | US3 (7 Wo.)US | — | Charteinstieg: 5. November 2022 Verkäufe: + 620.000                                      |                                                                                      |
| 2022 | Midnight Rain Midnights                                                                                | DE92 (1 Wo.)DE | AT52 (1 Wo.)AT | — | UK— GoldUK | US5 (8 Wo.)US | — | Charteinstieg: 5. November 2022 Verkäufe: + 720.000                                      |                                                                                      |
| 2022 | Bejeweled Midnights                                                                                    | DE— lDE | — | — | UK63 Gold · (2 Wo.)UK | US6 (9 Wo.)US | — | Charteinstieg: 5. November 2022 Verkäufe: + 815.000                                      |                                                                                      |
| 2022 | Question…? Midnights                                                                                   | DE— mDE | — | — | UK— SilberUK | US7 (5 Wo.)US | — | Charteinstieg: 5. November 2022 Verkäufe: + 345.000                                      |                                                                                      |
| 2022 | You’re on Your Own, Kid Midnights                                                                      | DE— nDE | — | — | UK65 Platin · (6 Wo.)UK | US8 (6 Wo.)US | — | Charteinstieg: 5. November 2022 Verkäufe: + 920.000                                      |                                                                                      |
| 2022 | Vigilante Shit Midnights                                                                               | DE— oDE | — | — | UK— SilberUK | US10 (6 Wo.)US | — | Charteinstieg: 5. November 2022 Verkäufe: + 360.000                                      |                                                                                      |
| 2022 | Mastermind Midnights                                                                                   | — | — | — | UK— SilberUK | US13 (5 Wo.)US | — | Charteinstieg: 5. November 2022 Verkäufe: + 345.000                                      |                                                                                      |
| 2022 | Labyrinth Midnights                                                                                    | — | — | — | UK— SilberUK | US14 (5 Wo.)US | — | Charteinstieg: 5. November 2022 Verkäufe: + 345.000                                      |                                                                                      |
| 2022 | Sweet Nothing Midnights                                                                                | — | — | — | UK— SilberUK | US15 (5 Wo.)US | — | Charteinstieg: 5. November 2022 Verkäufe: + 345.000                                      |                                                                                      |
| 2022 | Would’ve Could’ve Should’ve Midnights (3am Edition)                                                    | — | — | — | UK— SilberUK | US20 (4 Wo.)US | — | Charteinstieg: 5. November 2022 Verkäufe: + 305.000                                      |                                                                                      |
| 2022 | Bigger Than the Whole Sky Midnights (3am Edition)                                                      | — | — | — | UK— SilberUK | US21 (4 Wo.)US | — | Charteinstieg: 5. November 2022 Verkäufe: + 250.000                                      |                                                                                      |
| 2022 | Paris Midnights (3am Edition)                                                                          | — | — | — | UK— SilberUK | US32 (3 Wo.)US | — | Charteinstieg: 5. November 2022 Verkäufe: + 250.000                                      |                                                                                      |
| 2022 | High Infidelity Midnights (3am Edition)                                                                | — | — | — | — | US33 (3 Wo.)US | — | Charteinstieg: 5. November 2022 Verkäufe: + 35.000                                       |                                                                                      |
| 2022 | Glitch Midnights (3am Edition)                                                                         | — | — | — | — | US41 (2 Wo.)US | — | Charteinstieg: 5. November 2022 Verkäufe: + 35.000                                       |                                                                                      |
| 2022 | Dear Reader Midnights                                                                                  | — | — | — | — | US45 (2 Wo.)US | — | Charteinstieg: 5. November 2022 Verkäufe: + 35.000                                       |                                                                                      |
| 2023 | Hits Different Midnights (The Til Dawn Edition)                                                        | — | — | — | UK18 Silber · (2 Wo.)UK | US27 (3 Wo.)US | — | Charteinstieg: 8. Juni 2023 Verkäufe: + 275.000                                          |                                                                                      |
| 2023 | Castles Crumbling (Taylor’s Version) Speak Now (Taylor’s Version)                                      | — | — | — | — | US31 (1 Wo.)US | Country13 (4 Wo.)Country | Charteinstieg: 22. Juli 2023 Verkäufe: + 20.000; feat. Hayley Williams                   |                                                                                      |
| 2023 | When Emma Falls In Love (Taylor’s Version) Speak Now (Taylor’s Version)                                | — | — | — | — | US34 (1 Wo.)US | Country15 (3 Wo.)Country | Charteinstieg: 22. Juli 2023 Verkäufe: + 20.000                                          |                                                                                      |
| 2023 | Electric Touch (Taylor’s Version) Speak Now (Taylor’s Version)                                         | — | — | — | — | US35 (1 Wo.)US | Country16 (3 Wo.)Country | Charteinstieg: 22. Juli 2023 feat. Fall Out Boy                                          |                                                                                      |
| 2023 | Foolish One (Taylor’s Version) Speak Now (Taylor’s Version)                                            | — | — | — | — | US40 (1 Wo.)US | Country18 (2 Wo.)Country | Charteinstieg: 22. Juli 2023                                                             |                                                                                      |
| 2023 | Timeless (Taylor’s Version) Speak Now (Taylor’s Version)                                               | — | — | — | — | US48 (1 Wo.)US | Country21 (2 Wo.)Country | Charteinstieg: 22. Juli 2023                                                             |                                                                                      |
| 2023 | Is It Over Now? (Taylor’s Version) (from the Vault) 1989 (Taylor’s Version)                            | DE51 (5 Wo.)DE | AT18 (3 Wo.)AT | CH37 (4 Wo.)CH | UK1 Platin · (18 Wo.)UK | US1 (22 Wo.)US | — | Charteinstieg: 7. November 2023 Verkäufe: + 740.000                                      |                                                                                      |
| 2023 | Now That We Don’t Talk (Taylor’s Version) (from the Vault) 1989 (Taylor’s Version)                     | DE— pDE | — | — | UK2 Silber · (5 Wo.)UK | US2 (8 Wo.)US | — | Charteinstieg: 9. November 2023 Verkäufe: + 255.000                                      |                                                                                      |
| 2023 | Say Don’t Go (Taylor’s Version) (from the Vault) 1989 (Taylor’s Version)                               | — | — | — | UK— SilberUK | US5 (5 Wo.)US | — | Charteinstieg: 11. November 2023 Verkäufe: + 270.000                                     |                                                                                      |
| 2023 | Suburban Legends (Taylor’s Version) (from the Vault) 1989 (Taylor’s Version)                           | — | — | — | — | US10 (3 Wo.)US | — | Charteinstieg: 11. November 2023                                                         |                                                                                      |
| 2023 | All You Had to Do Was Stay (Taylor’s Version) 1989 (Taylor’s Version)                                  | — | — | — | — | US20 (2 Wo.)US | — | Charteinstieg: 11. November 2023                                                         |                                                                                      |
| 2023 | Clean (Taylor’s Version) 1989 (Taylor’s Version)                                                       | — | — | — | — | US30 (2 Wo.)US | — | Charteinstieg: 11. November 2023                                                         |                                                                                      |
| 2023 | I Wish You Would (Taylor’s Version) 1989 (Taylor’s Version)                                            | — | — | — | — | US31 (1 Wo.)US | — | Charteinstieg: 11. November 2023                                                         |                                                                                      |
| 2023 | I Know Places (Taylor’s Version) 1989 (Taylor’s Version)                                               | — | — | — | — | US36 (1 Wo.)US | — | Charteinstieg: 11. November 2023                                                         |                                                                                      |
| 2023 | How You Get the Girl (Taylor’s Version) 1989 (Taylor’s Version)                                        | — | — | — | — | US40 (1 Wo.)US | — | Charteinstieg: 11. November 2023                                                         |                                                                                      |
| 2024 | The Tortured Poets Department                                                                          | DE— qDE | AT10 (1 Wo.)AT | CH10 (1 Wo.)CH | UK3 Silber · (1 Wo.)UK | US4 (7 Wo.)US | — | Charteinstieg: 28. April 2024 Verkäufe: + 285.000                                        |                                                                                      |
| 2024 | So Long, London The Tortured Poets Department                                                          | DE— rDE | — | CH11 (1 Wo.)CH | UK— SilberUK | US5 (8 Wo.)US | — | Charteinstieg: 28. April 2024 Verkäufe: + 285.000                                        |                                                                                      |
| 2024 | Down Bad The Tortured Poets Department                                                                 | DE— sDE | AT39 (1 Wo.)AT | CH43 (1 Wo.)CH | UK4 Gold · (7 Wo.)UK | US2 (12 Wo.)US | — | Charteinstieg: 2. Mai 2024 Verkäufe: + 580.000                                           |                                                                                      |
| 2024 | My Boy Only Breaks His Favorite Toys The Tortured Poets Department                                     | DE— tDE | — | — | UK— SilberUK | US6 (8 Wo.)US | — | Charteinstieg: 4. Mai 2024 Verkäufe: + 285.000                                           |                                                                                      |
| 2024 | But Daddy I Love Him The Tortured Poets Department                                                     | — | — | — | UK— SilberUK | US7 (8 Wo.)US | — | Charteinstieg: 4. Mai 2024 Verkäufe: + 285.000                                           |                                                                                      |
| 2024 | Florida!!! The Tortured Poets Department                                                               | DE— uDE | — | — | UK— SilberUK | US8 (7 Wo.)US | — | Charteinstieg: 4. Mai 2024 Verkäufe: + 250.000; feat. Florence + the Machine             |                                                                                      |
| 2024 | Who’s Afraid of Little Old Me? The Tortured Poets Department                                           | DE— vDE | — | — | UK85 Gold · (2 Wo.)UK | US9 (11 Wo.)US | — | Charteinstieg: 4. Mai 2024 Verkäufe: + 495.000                                           |                                                                                      |
| 2024 | Guilty as Sin? The Tortured Poets Department                                                           | — | — | — | UK— SilberUK | US10 (10 Wo.)US | — | Charteinstieg: 4. Mai 2024 Verkäufe: + 365.000                                           |                                                                                      |
| 2024 | Fresh Out the Slammer The Tortured Poets Department                                                    | — | — | — | UK— SilberUK | US11 (5 Wo.)US | — | Charteinstieg: 4. Mai 2024 Verkäufe: + 290.000                                           |                                                                                      |
| 2024 | Loml The Tortured Poets Department                                                                     | — | — | — | UK— SilberUK | US12 (7 Wo.)US | — | Charteinstieg: 4. Mai 2024 Verkäufe: + 250.000                                           |                                                                                      |
| 2024 | The Alchemy The Tortured Poets Department                                                              | — | — | — | UK— SilberUK | US13 (6 Wo.)US | — | Charteinstieg: 4. Mai 2024 Verkäufe: + 290.000                                           |                                                                                      |
| 2024 | The Smallest Man Who Ever Lived The Tortured Poets Department                                          | — | — | — | UK— SilberUK | US14 (7 Wo.)US | — | Charteinstieg: 4. Mai 2024 Verkäufe: + 250.000                                           |                                                                                      |
| 2024 | I Can Fix Him (No Really I Can) The Tortured Poets Department                                          | — | — | — | — | US20 (5 Wo.)US | — | Charteinstieg: 4. Mai 2024 Verkäufe: + 35.000                                            |                                                                                      |
| 2024 | Clara Bow The Tortured Poets Department                                                                | — | — | — | — | US21 (4 Wo.)US | — | Charteinstieg: 4. Mai 2024 Verkäufe: + 35.000                                            |                                                                                      |
| 2024 | Thank You Aimee The Tortured Poets Department                                                          | — | — | — | — | US23 (3 Wo.)US | — | Charteinstieg: 4. Mai 2024 Verkäufe: + 20.000                                            |                                                                                      |
| 2024 | So High School The Tortured Poets Department                                                           | — | — | — | UK— SilberUK | US24 (5 Wo.)US | — | Charteinstieg: 4. Mai 2024 Verkäufe: + 290.000                                           |                                                                                      |
| 2024 | The Black Dog The Tortured Poets Department                                                            | — | — | — | — | US25 (4 Wo.)US | — | Charteinstieg: 4. Mai 2024 Verkäufe: + 35.000                                            |                                                                                      |
| 2024 | Imgonnagetyouback The Tortured Poets Department                                                        | — | — | — | — | US26 (5 Wo.)US | — | Charteinstieg: 4. Mai 2024 Verkäufe: + 75.000                                            |                                                                                      |
| 2024 | The Albatross The Tortured Poets Department                                                            | — | — | — | — | US30 (3 Wo.)US | — | Charteinstieg: 4. Mai 2024                                                               |                                                                                      |
| 2024 | The Prophecy The Tortured Poets Department                                                             | — | — | — | — | US32 (4 Wo.)US | — | Charteinstieg: 4. Mai 2024 Verkäufe: + 75.000                                            |                                                                                      |
| 2024 | I Hate It Here The Tortured Poets Department                                                           | — | — | — | — | US34 (3 Wo.)US | — | Charteinstieg: 4. Mai 2024                                                               |                                                                                      |
| 2024 | How Did It End? The Tortured Poets Department                                                          | — | — | — | — | US35 (4 Wo.)US | — | Charteinstieg: 4. Mai 2024 Verkäufe: + 35.000                                            |                                                                                      |
| 2024 | Chloe or Sam or Sophia or Marcus The Tortured Poets Department                                         | — | — | — | — | US36 (3 Wo.)US | — | Charteinstieg: 4. Mai 2024                                                               |                                                                                      |
| 2024 | I Look in People’s Windows The Tortured Poets Department                                               | — | — | — | — | US39 (2 Wo.)US | — | Charteinstieg: 4. Mai 2024 Verkäufe: + 20.000                                            |                                                                                      |
| 2024 | Cassandra The Tortured Poets Department                                                                | — | — | — | — | US44 (2 Wo.)US | — | Charteinstieg: 4. Mai 2024 Verkäufe: + 20.000                                            |                                                                                      |
| 2024 | Peter The Tortured Poets Department                                                                    | — | — | — | — | US46 (2 Wo.)US | — | Charteinstieg: 4. Mai 2024                                                               |                                                                                      |
| 2024 | The Bolter The Tortured Poets Department                                                               | — | — | — | — | US47 (2 Wo.)US | — | Charteinstieg: 4. Mai 2024 Verkäufe: + 20.000                                            |                                                                                      |
| 2024 | The Manuscript The Tortured Poets Department                                                           | — | — | — | — | US51 (2 Wo.)US | — | Charteinstieg: 4. Mai 2024                                                               |                                                                                      |
| 2024 | Robin The Tortured Poets Department                                                                    | — | — | — | — | US55 (1 Wo.)US | — | Charteinstieg: 4. Mai 2024                                                               |                                                                                      |

### Als Gastmusikerin
| Jahr | Titel Album                                         | Höchstplatzierung, Gesamtwochen, AuszeichnungChartplatzierungen (Jahr, Titel, Album, Platzierungen, Wochen, Auszeichnungen, Anmerkungen) | Höchstplatzierung, Gesamtwochen, AuszeichnungChartplatzierungen (Jahr, Titel, Album, Platzierungen, Wochen, Auszeichnungen, Anmerkungen) | Höchstplatzierung, Gesamtwochen, AuszeichnungChartplatzierungen (Jahr, Titel, Album, Platzierungen, Wochen, Auszeichnungen, Anmerkungen) | Höchstplatzierung, Gesamtwochen, AuszeichnungChartplatzierungen (Jahr, Titel, Album, Platzierungen, Wochen, Auszeichnungen, Anmerkungen) | Höchstplatzierung, Gesamtwochen, AuszeichnungChartplatzierungen (Jahr, Titel, Album, Platzierungen, Wochen, Auszeichnungen, Anmerkungen) | Höchstplatzierung, Gesamtwochen, AuszeichnungChartplatzierungen (Jahr, Titel, Album, Platzierungen, Wochen, Auszeichnungen, Anmerkungen) | Anmerkungen                                                                                            |
| Jahr | Titel Album                                         | DE | AT | CH | UK | US | Country | Anmerkungen                                                                                            |
| --- | --------------------------------------------------- | --- | --- | --- | --- | --- | --- | --- |
| 2009 | Two Is Better Than One Love Drunk                   | — | — | — | — | US18 Platin · (21 Wo.)US | — | Erstveröffentlichung: 19. Oktober 2009 Verkäufe: + 1.700.000; Boys Like Girls feat. Taylor Swift       |
| 2010 | Half of My Heart Battle Studies                     | — | — | — | — | US25 Platin · (20 Wo.)US | — | Erstveröffentlichung: 21. Juni 2010 Verkäufe: + 1.095.000; John Mayer feat. Taylor Swift               |
| 2012 | Both of Us Strange Clouds                           | — | — | — | UK22 (5 Wo.)UK | US18 Platin · (19 Wo.)US | — | Erstveröffentlichung: 22. Mai 2012 Verkäufe: + 1.085.000; B.o.B feat. Taylor Swift                     |
| 2013 | Highway Don’t Care Two Lanes of Freedom             | — | — | — | — | US22 ×3Dreifachplatin · (20 Wo.)US | Country4 (31 Wo.)Country | Erstveröffentlichung: 25. März 2013 Verkäufe: + 3.085.000; Tim McGraw feat. Taylor Swift & Keith Urban |
| 2018 | Babe Bigger                                         | — | — | — | — | US72 Gold · (2 Wo.)US | Country8 (29 Wo.)Country | Erstveröffentlichung: 20. April 2018 Verkäufe: + 500.000; Sugarland feat. Taylor Swift                 |
| 2021 | Gasoline Women in Music, Pt. III (Expanded Edition) | — | — | — | — | — | — | Erstveröffentlichung: 18. Februar 2021 Haim feat. Taylor Swift                                         |
| 2021 | Renegade –                                          | — | — | — | UK73 (1 Wo.)UK | US73 (1 Wo.)US | — | Erstveröffentlichung: 2. Juli 2021 Big Red Machine feat. Taylor Swift                                  |
| 2022 | The Joker and the Queen = (Tour Edition)            | DE37 (2 Wo.)DE | AT35 Gold · (1 Wo.)AT | CH19 (3 Wo.)CH | UK2 Gold · (9 Wo.)UK | US21 (3 Wo.)US | — | Erstveröffentlichung: 11. Februar 2022 Verkäufe: + 495.000; Ed Sheeran feat. Taylor Swift              |
| Folgende Lieder erschienen nicht als Single, wurden aber durch das Album zum Download und Streaming bereitgestellt und konnten somit eine Platzierung erlangen: |                                                     | | | | | | | |
| |                                                     | | | | | | | |
| 2023 | The Alcott First Two Pages of Frankenstein          | — | — | — | UK90 (1 Wo.)UK | — | — | Charteinstieg: 11. Mai 2023 The National feat. Taylor Swift                                            |
| 2024 | Us. The Secret of Us                                | DE— wDE | — | — | UK37 Silber · (5 Wo.)UK | US36 (2 Wo.)US | — | Charteinstieg: 28. Juni 2024 Verkäufe: + 385.000; Gracie Abrams feat. Taylor Swift                     |

## Videoalben und Musikvideos

### Videoalben
| Jahr | Titel Musiklabel                                                     | Höchstplatzierung, Gesamtwochen, AuszeichnungChartplatzierungen (Jahr, Titel, Musiklabel, Platzierungen, Wochen, Auszeichnungen, Anmerkungen) | Höchstplatzierung, Gesamtwochen, AuszeichnungChartplatzierungen (Jahr, Titel, Musiklabel, Platzierungen, Wochen, Auszeichnungen, Anmerkungen) | Höchstplatzierung, Gesamtwochen, AuszeichnungChartplatzierungen (Jahr, Titel, Musiklabel, Platzierungen, Wochen, Auszeichnungen, Anmerkungen) | Höchstplatzierung, Gesamtwochen, AuszeichnungChartplatzierungen (Jahr, Titel, Musiklabel, Platzierungen, Wochen, Auszeichnungen, Anmerkungen) | Höchstplatzierung, Gesamtwochen, AuszeichnungChartplatzierungen (Jahr, Titel, Musiklabel, Platzierungen, Wochen, Auszeichnungen, Anmerkungen) | Anmerkungen                                                                     |
| Jahr | Titel Musiklabel                                                     | DE | AT | CH | UK | US | Anmerkungen                                                                     |
| ---- | -------------------------------------------------------------------- | --- | --- | --- | --- | --- | ------------------------------------------------------------------------------- |
| 2009 | CMT Crossroads: Taylor Swift & Def Leppard Big Machine Records (UMG) | — | — | — | — | US1 (31 Wo.)US | Erstveröffentlichung: 16. Juni 2009                                             |
| 2011 | Journey to Fearless Big Machine Records (UMG)                        | — | — | — | — | US1 (48 Wo.)US | Erstveröffentlichung: 11. Oktober 2011 Verkäufe: + 15.000; mit Def Leppard      |
| 2011 | Speak Now World Tour – Live Big Machine Records (UMG)                | DE*DE | — | — | UK1 (… Wo.)UK | — | Erstveröffentlichung: 21. November 2011 Verkäufe: + 45.000; * siehe Studioalbum |
| 2015 | The 1989 World Tour Live Big Machine Records (UMG)                   | — | — | — | — | — | Erstveröffentlichung: 20. Dezember 2015                                         |

### Musikvideos
| Jahr | Titel                                       | Regie                                                 |
| ---- | ------------------------------------------- | ----------------------------------------------------- |
| 2006 | Tim McGraw                                  | Trey Fanjoy                                           |
| 2007 | Teardrops on My Guitar                      | Trey Fanjoy                                           |
| 2007 | Our Song                                    | Trey Fanjoy                                           |
| 2008 | I’m Only Me When I’m with You               | Taylor Swift                                          |
| 2008 | Picture to Burn                             | Trey Fanjoy                                           |
| 2008 | Beautiful Eyes                              | Todd Cassetty, Trey Fanjoy                            |
| 2008 | Change                                      | Shawn Robbins                                         |
| 2008 | Love Story                                  | Trey Fanjoy                                           |
| 2009 | White Horse                                 | Trey Fanjoy                                           |
| 2009 | Crazier                                     | Peter Chelsom                                         |
| 2009 | You Belong with Me                          | Roman White                                           |
| 2009 | The Best Day                                | Taylor Swift                                          |
| 2009 | Fifteen                                     | Roman White                                           |
| 2009 | Two Is Better Than One                      | Jeremy Alter, Meiert Avis                             |
| 2010 | Fearless                                    | Todd Cassetty                                         |
| 2010 | Mine                                        | Taylor Swift, Roman White                             |
| 2011 | Back to December                            | Yoann Lemoine                                         |
| 2011 | Mean                                        | Declan Whitebloom                                     |
| 2011 | The Story of Us                             | Noble Jones                                           |
| 2011 | Sparks Fly                                  | Christian Lamb                                        |
| 2011 | Ours                                        | Declan Whitebloom                                     |
| 2012 | Safe & Sound                                | Philip Andelman                                       |
| 2012 | Both of Us                                  | Jake Nava                                             |
| 2012 | We Are Never Ever Getting Back Together     | Declan Whitebloom                                     |
| 2012 | Begin Again                                 | Philip Andelman                                       |
| 2012 | I Knew You Were Trouble                     | Anthony Mandler                                       |
| 2013 | 22                                          | Anthony Mandler                                       |
| 2013 | Highway Don’t Care                          | Shane Drake                                           |
| 2013 | Everything Has Changed                      | Philip Andelman                                       |
| 2013 | Red                                         | Kenny Jackson                                         |
| 2013 | The Last Time                               | Terry Richardson                                      |
| 2014 | Shake It Off                                | Mark Romanek                                          |
| 2014 | Blank Space                                 | Joseph Kahn                                           |
| 2015 | Style                                       | Kyle Newman                                           |
| 2015 | Bad Blood                                   | David Gould, Joseph Kahn                              |
| 2015 | Wildest Dreams                              | Joseph Kahn                                           |
| 2015 | Out of the Woods                            | Joseph Kahn                                           |
| 2016 | New Romantics                               | Jonas Åkerlund                                        |
| 2017 | I Don’t Wanna Live Forever                  | Grant Singer                                          |
| 2017 | Look What You Made Me Do                    | Joseph Kahn                                           |
| 2017 | …Ready for It?                              | Joseph Kahn                                           |
| 2018 | End Game                                    | Joseph Kahn                                           |
| 2018 | Delicate                                    | Joseph Kahn (Original) Jordan Lynn (Vertical Version) |
| 2018 | Babe                                        | Taylor Swift                                          |
| 2019 | Me!                                         | Dave Meyers, Taylor Swift                             |
| 2019 | You Need to Calm Down                       | Drew Kirsch, Taylor Swift                             |
| 2019 | Lover                                       | Drew Kirsch, Taylor Swift                             |
| 2019 | Christmas Tree Farm                         | Taylor Swift                                          |
| 2020 | The Man                                     | Taylor Swift                                          |
| 2020 | Cardigan                                    | Taylor Swift                                          |
| 2020 | Willow                                      | Taylor Swift                                          |
| 2021 | Renegade                                    | Michael Brown                                         |
| 2021 | The Best Day (Taylor’s Version)             | Taylor Swift                                          |
| 2021 | All Too Well                                | Taylor Swift                                          |
| 2021 | I Bet You Think About Me (Taylor’s Version) | Blake Lively                                          |
| 2022 | The Joker and the Queen                     | Emil Nava                                             |
| 2022 | Anti-Hero                                   | Taylor Swift                                          |
| 2022 | Bejeweled                                   | Taylor Swift                                          |
| 2023 | Lavender Haze                               | Taylor Swift                                          |
| 2023 | Karma (Remix)                               | Taylor Swift                                          |
| 2023 | I Can See You (Taylor’s Version)            | Taylor Swift                                          |
| 2024 | Fortnight                                   | Taylor Swift                                          |

## Autorenbeteiligungen
Swift ist an all ihren Liedern selbst als Autorin beteiligt und schrieb, seit sie 12 Jahre alt war, über 50 ihrer Werke alleine. Darüber hinaus schreibt sie auch für andere Interpreten. Die folgende Liste beinhaltet Charterfolge, an denen Swift als Autorin und nicht als Interpretin beteiligt war:

| Jahr | Titel Interpretation                                  | Höchstplatzierung, Gesamtwochen, AuszeichnungChartplatzierungen (Jahr, Titel, Interpretation, Platzierungen, Wochen, Auszeichnungen, Anmerkungen) | Höchstplatzierung, Gesamtwochen, AuszeichnungChartplatzierungen (Jahr, Titel, Interpretation, Platzierungen, Wochen, Auszeichnungen, Anmerkungen) | Höchstplatzierung, Gesamtwochen, AuszeichnungChartplatzierungen (Jahr, Titel, Interpretation, Platzierungen, Wochen, Auszeichnungen, Anmerkungen) | Höchstplatzierung, Gesamtwochen, AuszeichnungChartplatzierungen (Jahr, Titel, Interpretation, Platzierungen, Wochen, Auszeichnungen, Anmerkungen) | Höchstplatzierung, Gesamtwochen, AuszeichnungChartplatzierungen (Jahr, Titel, Interpretation, Platzierungen, Wochen, Auszeichnungen, Anmerkungen) | Anmerkungen                                                   |
| Jahr | Titel Interpretation                                  | DE | AT | CH | UK | US | Anmerkungen                                                   |
| ---- | ----------------------------------------------------- | --- | --- | --- | --- | --- | ------------------------------------------------------------- |
| 2014 | Blank Space I Prevail                                 | — | — | — | — | US90 Platin · (1 Wo.)US | Erstveröffentlichung: 10. November 2014 Verkäufe: + 1.000.000 |
| 2016 | This Is What You Came For Calvin Harris feat. Rihanna | DE5 ×3Dreifachgold · (30 Wo.)DE | AT5 Gold · (25 Wo.)AT | CH4 (39 Wo.)CH | UK2 ×4Vierfachplatin · (43 Wo.)UK | US3 ×8Achtfachplatin · (32 Wo.)US | Erstveröffentlichung: 29. April 2016 Verkäufe: + 15.093.333   |
| 2021 | Deja Vu Olivia Rodrigo                                | DE55 (11 Wo.)DE | AT25 (12 Wo.)AT | CH35 (14 Wo.)CH | UK4 Platin · (11 Wo.)UK | US3 ×4Vierfachplatin · (29 Wo.)US | Erstveröffentlichung: 1. April 2021 Verkäufe: + 7.950.000     |

## Promoveröffentlichungen
Promo-Singles

| Jahr | Titel Album                                                                              | Höchstplatzierung, Gesamtwochen, AuszeichnungChartplatzierungen (Jahr, Titel, Album, Platzierungen, Wochen, Auszeichnungen, Anmerkungen) | Höchstplatzierung, Gesamtwochen, AuszeichnungChartplatzierungen (Jahr, Titel, Album, Platzierungen, Wochen, Auszeichnungen, Anmerkungen) | Höchstplatzierung, Gesamtwochen, AuszeichnungChartplatzierungen (Jahr, Titel, Album, Platzierungen, Wochen, Auszeichnungen, Anmerkungen) | Höchstplatzierung, Gesamtwochen, AuszeichnungChartplatzierungen (Jahr, Titel, Album, Platzierungen, Wochen, Auszeichnungen, Anmerkungen) | Höchstplatzierung, Gesamtwochen, AuszeichnungChartplatzierungen (Jahr, Titel, Album, Platzierungen, Wochen, Auszeichnungen, Anmerkungen) | Höchstplatzierung, Gesamtwochen, AuszeichnungChartplatzierungen (Jahr, Titel, Album, Platzierungen, Wochen, Auszeichnungen, Anmerkungen) | Anmerkungen                                                                                | [↑]: gemeinsam behandelt mit vorhergehendem Eintrag; [←]: in beiden Charts platziert |
| Jahr | Titel Album                                                                              | DE | AT | CH | UK | US | Country | Anmerkungen                                                                                |                                                                                      |
| ---- | ---------------------------------------------------------------------------------------- | --- | --- | --- | --- | --- | --- | ------------------------------------------------------------------------------------------ | ------------------------------------------------------------------------------------ |
| 2008 | I Heart? Beautiful Eyes                                                                  | — | — | — | — | — | — | Erstveröffentlichung: 23. Juni 2008                                                        |                                                                                      |
| 2008 | You’re Not Sorry Fearless                                                                | — | — | — | — | US11 (5 Wo.)US | — | Erstveröffentlichung: 28. Oktober 2008                                                     |                                                                                      |
| 2008 | You’re Not Sorry (Taylor’s Version) Fearless (Taylor’s Version)[DE: ↑][AT: ↑][CH: ↑]     | — | — | — | — | — | Country40 (1 Wo.)Country | Neueinspielung: 9. April 2021                                                              |                                                                                      |
| 2009 | Crazier Hannah Montana – Der Film (O.S.T.)                                               | — | — | — | UK100 (1 Wo.)UK | US17 Platin · (8 Wo.)US | — | Erstveröffentlichung: 20. März 2009 Verkäufe: + 1.065.000                                  |                                                                                      |
| 2009 | The Best Day Fearless                                                                    | — | — | — | — | — | Country56 (1 Wo.)Country | Erstveröffentlichung: Mai 2009                                                             |                                                                                      |
| 2009 | The Best Day (Taylor’s Version) Fearless (Taylor’s Version)[DE: ↑][AT: ↑][CH: ↑]         | — | — | — | — | — | Country45 (1 Wo.)Country | Neueinspielung: 9. April 2021                                                              |                                                                                      |
| 2009 | American Girl –                                                                          | — | — | — | — | — | — | Erstveröffentlichung: 30. Juni 2009                                                        |                                                                                      |
| 2010 | Speak Now                                                                                | — | — | — | — | US8 Gold · (3 Wo.)US | Country58 (2 Wo.)Country | Erstveröffentlichung: 5. Oktober 2010 Verkäufe: + 715.280                                  |                                                                                      |
| 2010 | Speak Now (Taylor’s Version) [DE: ↑][AT: ↑][CH: ↑]                                       | — | — | — | — | US33 (1 Wo.)US | Country14 (2 Wo.)Country | Neueinspielung: 7. Juli 2023 Verkäufe: + 20.000                                            |                                                                                      |
| 2011 | If This Was a Movie Speak Now (Deluxe Edition)                                           | — | — | — | — | US10 (2 Wo.)US | — | Erstveröffentlichung: 8. November 2011                                                     |                                                                                      |
| 2011 | If This Was a Movie (Taylor’s Version) Speak Now (Taylor’s Version)[DE: ↑][AT: ↑][CH: ↑] | — | — | — | — | US33 (1 Wo.)US | Country42 (1 Wo.)Country | Charteinstieg: 1. April 2023                                                               |                                                                                      |
| 2011 | Superman Speak Now (Deluxe Edition)                                                      | — | — | — | — | US26 (1 Wo.)US | — | Erstveröffentlichung: 8. November 2011                                                     |                                                                                      |
| 2011 | Superman (Taylor’s Version) Speak Now (Taylor’s Version)[DE: ↑][AT: ↑][CH: ↑]            | — | — | — | — | US74 (1 Wo.)US | Country31 (1 Wo.)Country | Neueinspielung: 7. Juli 2023                                                               |                                                                                      |
| 2012 | State of Grace Red                                                                       | — | — | — | UK18 (2 Wo.)UK | US13 Gold · (1 Wo.)US | — | Erstveröffentlichung: 16. Oktober 2012 Verkäufe: + 535.000                                 |                                                                                      |
| 2012 | State of Grace (Taylor’s Version) Red (Taylor’s Version)[DE: ↑][AT: ↑][CH: ↑]            | — | — | — | — | US18 (2 Wo.)US | — | Charteinstieg: 25. November 2021 (Taylor’s Version) Verkäufe: + 15.000                     |                                                                                      |
| 2012 | Come Back … Be Here / Come Back … Be Here (Taylor’s Version) Red (Deluxe Edition)        | — | — | — | — | US87 (1 Wo.)US | Country31 (1 Wo.)Country | Erstveröffentlichung: 5. November 2012 Charteinstieg: 27. November 2021 (Taylor’s Version) |                                                                                      |
| 2012 | Girl at Home (Taylor’s Version) Red (Deluxe Edition)                                     | — | — | — | — | — | Country37 (1 Wo.)Country | Erstveröffentlichung: 28. November 2012                                                    |                                                                                      |
| 2013 | The Moment I Knew Red (Deluxe Edition)                                                   | — | — | — | — | US64 (1 Wo.)US | Country16 (2 Wo.)Country | Erstveröffentlichung: 8. Januar 2013                                                       |                                                                                      |
| 2013 | The Moment I Knew (Taylor’s Version) Red (Taylor’s Version)[DE: ↑][AT: ↑][CH: ↑]         | — | — | — | — | US83 (1 Wo.)US | Country28 (1 Wo.)Country | Neueinspielung: 12. November 2021                                                          |                                                                                      |
| 2014 | Welcome to New York 1989                                                                 | — | — | — | UK39 Gold · (2 Wo.)UK | US48 Platin · (2 Wo.)US | — | Erstveröffentlichung: 20. Oktober 2014 Verkäufe: + 1.570.000                               |                                                                                      |
| 2014 | Welcome to New York (Taylor’s Version) 1989 (Taylor’s Version)[DE: ↑][AT: ↑][CH: ↑]      | — | — | — | — | US14 (2 Wo.)US[Country: ↑] | — | Neueinspielung: 27. Oktober 2023 Verkäufe: + 35.000                                        |                                                                                      |
| 2015 | Wonderland 1989                                                                          | — | — | — | UK— SilberUK | US51 (1 Wo.)US | — | Erstveröffentlichung: 17. Februar 2015 Verkäufe: + 285.000                                 |                                                                                      |
| 2015 | Wonderland (Taylor’s Version) 1989 (Taylor’s Version)[DE: ↑][AT: ↑][CH: ↑]               | — | — | — | — | US39 (1 Wo.)US[Country: ↑] | — | Neueinspielung: 27. Oktober 2023 Verkäufe: + 20.000                                        |                                                                                      |
| 2015 | You Are in Love 1989                                                                     | — | — | — | — | US83 (1 Wo.)US | — | Erstveröffentlichung: 24. Februar 2015 Verkäufe: + 35.000                                  |                                                                                      |
| 2015 | You Are in Love (Taylor’s Version) 1989 (Taylor’s Version)[DE: ↑][AT: ↑][CH: ↑]          | — | — | — | — | US43 (1 Wo.)US[Country: ↑] | — | Neueinspielung: 27. Oktober 2023                                                           |                                                                                      |
| 2017 | Gorgeous Reputation                                                                      | DE45 (1 Wo.)DE | AT31 (1 Wo.)AT | CH46 (1 Wo.)CH | UK15 Platin · (14 Wo.)UK | US13 Gold · (4 Wo.)US | — | Erstveröffentlichung: 20. Oktober 2017 Verkäufe: + 1.380.000                               |                                                                                      |
| 2017 | Call It What You Want Reputation                                                         | DE99 (1 Wo.)DE | AT43 (1 Wo.)AT | CH96 (1 Wo.)CH | UK29 Silber · (2 Wo.)UK | US27 Gold · (2 Wo.)US | — | Erstveröffentlichung: 3. November 2017 Verkäufe: + 820.000                                 |                                                                                      |
| 2018 | September Spotify Singles                                                                | — | — | — | — | — | — | Erstveröffentlichung: 13. April 2018 Original: Earth, Wind & Fire                          |                                                                                      |
| 2019 | The Archer Lover                                                                         | — | — | — | UK43 Gold · (4 Wo.)UK | US38 (3 Wo.)US | — | Erstveröffentlichung: 23. Juli 2019 Verkäufe: + 610.000                                    |                                                                                      |
| 2019 | All of the Girls You Loved Before The More Lover Chapter                                 | DE— xDE | — | — | UK11 Silber · (8 Wo.)UK | US12 (6 Wo.)US | — | Erstveröffentlichung: 23. August 2019 Verkäufe: + 285.000                                  |                                                                                      |
| 2020 | Only the Young –                                                                         | — | — | — | UK57 (2 Wo.)UK | US50 (1 Wo.)US | — | Erstveröffentlichung: 31. Januar 2020 Verkäufe: + 55.000                                   |                                                                                      |
| 2021 | The Lakes –                                                                              | — | — | — | UK88 y Silber · (1 Wo.)UK | — | — | Erstveröffentlichung: 24. Juli 2021 Verkäufe: + 270.000                                    |                                                                                      |
| 2022 | Carolina Der Gesang der Flusskrebse (O.S.T.)                                             | — | — | — | UK63 (1 Wo.)UK | US60 (1 Wo.)US | — | Erstveröffentlichung: 24. Juni 2022                                                        |                                                                                      |

## Sonderveröffentlichungen

### Alben
| Jahr | Titel Musiklabel                                                | Anmerkungen                                                                              |
| ---- | --------------------------------------------------------------- | ---------------------------------------------------------------------------------------- |
| 2007 | Rhapsody Originals Big Machine Records (UMG)                    | Erstveröffentlichung: November 2007 Akustikalbum, das nur über Napster vertrieben wurde  |
| 2008 | iTunes Live from SoHo Big Machine Records (UMG)                 | Erstveröffentlichung: 15. Januar 2008 Livealbum, das nur über iTunes vertrieben wurde    |
| 2018 | Spotify Singles Big Machine Records (UMG)                       | Erstveröffentlichung: 13. April 2018 Akustikalbum, das nur über Spotify vertrieben wurde |
| 2020 | Live from Clear Channel Stripped 2008 Big Machine Records (UMG) | Erstveröffentlichung: 23. April 2020 Veröffentlichung ohne Zustimmung von Swift          |

### Lieder
| Jahr | Titel Album                                         | Anmerkungen                                                                |
| ---- | --------------------------------------------------- | -------------------------------------------------------------------------- |
| 2009 | Two Is Better Than One Love Drunk                   | Erstveröffentlichung: 7. September 2009 Boys Like Girls feat. Taylor Swift |
| 2009 | Half of My Heart Battle Studies                     | Erstveröffentlichung: 17. November 2009 John Mayer feat. Taylor Swift      |
| 2012 | Both of Us Strange Clouds                           | Erstveröffentlichung: 1. Mai 2012 B.o.B feat. Taylor Swift                 |
| 2013 | Highway Don’t Care Two Lanes of Freedom             | Erstveröffentlichung: 5. Februar 2013 Tim McGraw & Taylor Swift            |
| 2018 | Babe Bigger                                         | Erstveröffentlichung: 8. Juni 2018 Sugarland feat. Taylor Swift            |
| 2021 | Gasoline Women in Music, Pt. III (Expanded Edition) | Erstveröffentlichung: 18. Februar 2021 Haim feat. Taylor Swift             |
| 2022 | The Joker and the Queen = (Tour Edition)            | Erstveröffentlichung: 27. Mai 2022 Ed Sheeran feat. Taylor Swift           |
| 2023 | The Alcott First Two Pages of Frankenstein          | Erstveröffentlichung: 28. April 2023 The National feat. Taylor Swift       |
| 2024 | Us. The Secret of Us                                | Erstveröffentlichung: 21. Juni 2024 Gracie Abrams feat. Taylor Swift       |

| Jahr | Titel Album                     | Anmerkungen                           |
| ---- | ------------------------------- | ------------------------------------- |
| 2008 | Change AT&T Team USA Soundtrack | Erstveröffentlichung: 7. August 2008  |
| 2010 | Breathless Hope for Haiti Now   | Erstveröffentlichung: 23. Januar 2010 |

| Jahr | Titel Soundtrack                                                    | Anmerkungen                                              |
| ---- | ------------------------------------------------------------------- | -------------------------------------------------------- |
| 2009 | Crazier Hannah Montana – Der Film                                   | Erstveröffentlichung: 24. März 2009                      |
| 2010 | Today Was a Fairytale Valentinstag                                  | Erstveröffentlichung: 9. Februar 2010                    |
| 2012 | Eyes Open Die Tribute von Panem – The Hunger Games                  | Erstveröffentlichung: 16. März 2012                      |
| 2012 | Safe & Sound Die Tribute von Panem – The Hunger Games               | Erstveröffentlichung: 16. März 2012 feat. The Civil Wars |
| 2013 | Sweeter Than Fiction One Chance – Einmal im Leben                   | Erstveröffentlichung: 21. Oktober 2013                   |
| 2016 | I Don’t Wanna Live Forever Fifty Shades of Grey – Gefährliche Liebe | Erstveröffentlichung: 9. Dezember 2016 mit Zayn          |
| 2019 | Beautiful Ghosts Cats                                               | Erstveröffentlichung: 14. November 2019                  |
| 2022 | Carolina Der Gesang der Flusskrebse                                 | Erstveröffentlichung: 23. September 2022                 |

### Videoalben
| Jahr | Titel Musiklabel                                                       | Anmerkungen |
| ---- | ---------------------------------------------------------------------- | --- |
| 2009 | CMT Crossroads: Taylor Swift and Def Leppard Big Machine Records (UMG) | Erstveröffentlichung: 19. Juni 2009 Kollaboalbum mit Def Leppard, das nur über Wal-Mart in den Vereinigten Staaten vertrieben wurde |

## Statistik

### Chartauswertung
|                     | DE     | AT     | CH     | UK     | US     | Country          |
| ------------------- | ------ | ------ | ------ | ------ | ------ | ---------------- |
| Nummer-eins-Alben   | DE3DE  | AT5AT  | CH6CH  | UK13UK | US14US | Country8Country  |
| Top-10-Alben        | DE11DE | AT11AT | CH10CH | UK16UK | US18US | Country9Country  |
| Alben in den Charts | DE14DE | AT15AT | CH10CH | UK17UK | US20US | Country10Country |

|                       | DE     | AT     | CH     | UK     | US      | Country           |
| --------------------- | ------ | ------ | ------ | ------ | ------- | ----------------- |
| Nummer-eins-Singles   | DE—DE  | AT—AT  | CH—CH  | UK4UK  | US12US  | Country9Country   |
| Top-10-Singles        | DE7DE  | AT9AT  | CH7CH  | UK31UK | US59US  | Country36Country  |
| Singles in den Charts | DE34DE | AT37AT | CH39CH | UK82UK | US265US | Country108Country |

|                          | DE    | AT    | CH    | UK    | US    |
| ------------------------ | ----- | ----- | ----- | ----- | ----- |
| Nummer-eins-Videoalben   | DE—DE | AT—AT | CH—CH | UK1UK | US2US |
| Top-10-Videoalben        | DE—DE | AT—AT | CH—CH | UK1UK | US2US |
| Videoalben in den Charts | DE—DE | AT—AT | CH—CH | UK1UK | US2US |

### Auszeichnungen für Musikverkäufe
Die Lieder All You Had to Do Was Stay (785.000), Clean (285.000), Dancing with Our Hands Tied (285.000), Dress (285.000), How You Get The Girl (785.000), I Bet You Think About Me (Taylor’s Version) (From The Vault) (15.000), I Did Something Bad (610.000), I Know Places (535.000), I Wish You Would (285.000), Invisible (500.000), King of My Heart (285.000), Message In a Bottle (Taylor’s Version) (From The Vault) (215.000), Mr. Perfectly Fine (Taylor’s Version) (From The Vault) (15.000), Nothing New (Taylor’s Version) (From The Vault) (15.000), Now That We Don’t Talk (Taylor’s Version) (from the Vault) (15.000), Right Where You Left Me (305.000), So It Goes… (250.000), This Is Why We Can’t Have Nice Things (285.000) und This Love (1.055.000) wurden weder als (Promo-)Singles veröffentlicht, noch konnten diese aufgrund von Downloads oder Streaming die Charts erreichen. Dennoch erhielten die Lieder Schallplattenauszeichnungen, wonach Verkaufszahlen nachzuweisen sind.
| Land/RegionAuszeichnungen für Musikverkäufe (Land/Region, Auszeichnungen, Verkäufe, Quellen) | Silber       | Gold         | Platin           | Diamant       | Verkäufe    | Quellen                               |
| -------------------------------------------------------------------------------------------- | ------------ | ------------ | ---------------- | ------------- | ----------- | ------------------------------------- |
| Argentinien (CAPIF)                                                                          | —            | Gold1        | —                | —             | 15.000      | Einzelnachweise                       |
| Australien (ARIA)                                                                            | —            | 72× Gold72   | 421× Platin421   | —             | 31.625.000  | aria.com.au                           |
| Belgien (BRMA)                                                                               | —            | 7× Gold7     | 14× Platin14     | —             | 510.000     | ultratop.be                           |
| Brasilien (PMB)                                                                              | —            | 66× Gold66   | 107× Platin107   | 37× Diamant37 | 13.810.000  | pro-musicabr.org.br                   |
| Chile (IFPI)                                                                                 | —            | —            | Platin1          | —             | 10.000      | Einzelnachweise                       |
| Dänemark (IFPI)                                                                              | —            | 19× Gold19   | 38× Platin38     | —             | 2.635.000   | ifpi.dk                               |
| Deutschland (BVMI)                                                                           | —            | 18× Gold18   | 14× Platin14     | —             | 8.200.000   | musikindustrie.de                     |
| Finnland (IFPI)                                                                              | —            | 3× Gold3     | Platin1          | —             | 50.000      | Einzelnachweise                       |
| Frankreich (SNEP)                                                                            | —            | 17× Gold17   | 10× Platin10     | 3× Diamant3   | 3.694.999   | snepmusique.com                       |
| Golf-Kooperationsrat (IFPI)                                                                  | —            | Gold1        | —                | —             | 3.000       | ifpi.org                              |
| Griechenland (IFPI)                                                                          | —            | 6× Gold6     | 3× Platin3       | —             | 120.000     | Einzelnachweise                       |
| Hongkong (IFPI/HKRIA)                                                                        | —            | 2× Gold2     | —                | —             | 15.000      | Einzelnachweise                       |
| Indien (IMI)                                                                                 | —            | —            | 3× Platin3       | —             | 36.000      | Einzelnachweise                       |
| Indonesien (ASIRI)                                                                           | —            | Gold1        | Platin1          | —             | 50.000      | Einzelnachweise                       |
| Irland (IRMA)                                                                                | —            | Gold1        | 7× Platin7       | —             | 112.500     | irishcharts.ie                        |
| Italien (FIMI)                                                                               | —            | 21× Gold21   | 22× Platin22     | —             | 2.095.000   | fimi.it                               |
| Japan (RIAJ)                                                                                 | —            | 15× Gold15   | 8× Platin8       | Diamant1      | 3.500.000   | riaj.or.jp JP2 JP3                    |
| Kanada (MC)                                                                                  | —            | 18× Gold18   | 130× Platin130   | —             | 11.355.000  | musiccanada.com                       |
| Kolumbien (ASINCOL)                                                                          | —            | Gold1        | —                | —             | 5.000       | Einzelnachweise                       |
| Malaysia (RIM)                                                                               | —            | —            | Platin1          | —             | 15.000      | Einzelnachweise                       |
| Mexiko (AMPROFON)                                                                            | —            | 13× Gold13   | 12× Platin12     | 3× Diamant3   | 3.130.000   | amprofon.com.mx                       |
| Neuseeland (RMNZ)                                                                            | —            | 97× Gold97   | 201× Platin201   | —             | 6.547.500   | aotearoamusiccharts.co.nz NZ2 NZ3 NZ4 |
| Niederlande (NVPI)                                                                           | —            | Gold1        | Platin1          | —             | 50.000      | nvpi.nl                               |
| Norwegen (IFPI)                                                                              | —            | 16× Gold16   | 19× Platin19     | —             | 1.340.000   | ifpi.no NO2                           |
| Österreich (IFPI)                                                                            | —            | 7× Gold7     | 28× Platin28     | —             | 790.000     | ifpi.at                               |
| Philippinen (PARI)                                                                           | —            | —            | 12× Platin12     | —             | 180.000     | Einzelnachweise                       |
| Polen (ZPAV)                                                                                 | —            | 17× Gold17   | 41× Platin41     | 3× Diamant3   | 2.150.000   | olis.pl                               |
| Portugal (AFP)                                                                               | —            | 12× Gold12   | 38× Platin38     | —             | 436.000     | Einzelnachweise                       |
| Schweden (IFPI)                                                                              | —            | 5× Gold5     | 13× Platin13     | —             | 940.000     | sverigetopplistan.se                  |
| Schweiz (IFPI)                                                                               | —            | 7× Gold7     | 10× Platin10     | —             | 300.000     | hitparade.ch                          |
| Singapur (RIAS)                                                                              | —            | 2× Gold2     | 10× Platin10     | —             | 110.000     | rias.org.sg                           |
| Spanien (Promusicae)                                                                         | —            | 28× Gold28   | 31× Platin31     | —             | 2.510.000   | elportaldemusica.es                   |
| Südafrika (RISA)                                                                             | —            | Gold1        | —                | —             | 20.000      | Einzelnachweise                       |
| Südkorea (KMCA)                                                                              | —            | —            | —                | —             | 495.865     | Einzelnachweise                       |
| Taiwan (RIT)                                                                                 | —            | —            | Platin1          | —             | 10.000      | Einzelnachweise                       |
| Thailand (TECA)                                                                              | —            | —            | Platin1          | —             | 10.000      | Einzelnachweise                       |
| Vereinigte Staaten (RIAA)                                                                    | —            | 23× Gold23   | 188× Platin188   | 2× Diamant2   | 222.451.741 | riaa.com                              |
| Vereinigtes Königreich (BPI)                                                                 | 89× Silber89 | 24× Gold24   | 107× Platin107   | —             | 83.425.000  | bpi.co.uk                             |
| Zentralamerika (CFC)                                                                         | —            | 2× Gold2     | —                | —             | 70.000      | cfc-musica.com                        |
| Insgesamt                                                                                    | 89× Silber89 | 524× Gold524 | 1494× Platin1494 | 49× Diamant49 |             |                                       |